# 爆上戦隊ブンブンジャー
『爆上戦隊ブンブンジャー』（バクアゲセンタイブンブンジャー）は、2024年3月3日から2025年2月9日まで、テレビ朝日系列で毎週日曜9時30分から10時（JST）に全48話が放送された、東映制作の特撮テレビドラマ、および作中で主人公たちが変身するヒーローの名称。
キャッチコピーは「気分ブンブン！新時代をバクアゲろ！」。

## 概要
スーパー戦隊シリーズ第48作目。本作品のモチーフは「クルマ」で、「自分のハンドルは自分で握る」というストレートなメッセージへと結びついている。
ブンブンジャーのビジュアルはノスタルジックさを感じさせるものとなった。作品テーマは“クルマ×つくる”で、スタイリッシュさとオーソドックスなフォーマットを両立する作品となった。
苦魔獣やサンシーターのキャラクター描写など、全体としてはコミカルテイストを基調としつつ、ヒーローが敵の計略によって人々から軽視されたり主要メンバーの一時離脱などの要所でシリアスなストーリーも展開された。

## あらすじ
教会で望まぬ結婚式を挙げていた花嫁の志布戸未来は、彼氏のもとへと送り届ける依頼を受けて突如現れた“届け屋”の範道大也に連れ出され、彼の運転するブンブンスーパーカーで花婿と追っ手たちから逃げることになる。
その最中、宇宙での領地拡大を目論む異星人集団・大宇宙侵略大走力団ハシリヤンの現場監督たる3人衆・サンシーターが襲来し、未来のウェディングドレスを苦魔獣に変える。ハシリヤンは人間の発する悲鳴によって生み出されるエネルギー・ギャーソリンを集めるべく地球での活動を開始。ドレスを取り戻すべくブンレッドに変身して戦う大也に感化された未来は「自分のハンドルは自分で握る」ことを決意し、ブンピンクに変身。ブンレッドや”情報屋”の鳴田射士郎 / ブンブルーとともに苦魔獣を撃破する。
こうして独創的なクリエイティビティと圧倒的なメカニック技術を持つ3人の戦士・爆上戦隊ブンブンジャーが集結し、自ら作ったアイテムやブンブンカーでハシリヤンと戦う。

## 登場人物

### 爆上戦隊ブンブンジャー
名乗りは「気分ブンブン、ブン回せ！爆上戦隊ブンブンジャー！」。チャンピオンブンブンジャーとしての名乗りは「気分ブンブン、限界超えてブン回せ！爆上戦隊チャンピオンブンブンジャー！」。
範道 大也（）
色々なものをブンブンスーパーカーで運ぶ“届け屋”。8月8日生まれの25歳。東京都出身。獅子座、AB型。身長182センチメートル。若くして莫大な財を築いた資産家で、気に入ったモノや人をすぐに手に入れるお金持ち。ブンブンジャー本部は豪邸のガレージが使用されている。
勝負勘が強く、いかなる物事やトラブルもスマートに解決する冷静な性格だが、ピンチの時に気分をバクアゲる熱い一面も持っている。
ブンレッド
範道大也がブンブンチェンジする戦士。リスクがあっても前向きに楽しむ性格の開発と改造の達人。ブンブンハンドルガンモード、ロッドモードの双方を使いこなし、素早く状況変化に応じて戦う。ブンブンハンドル・ロッドモードによるブンブンドライバードライブが得意技。
- アップ用マスクはホイールの黒い部分の下半分は演者の視界となるスモークになっている。アクション用は細かい穴がスポーク部分に空いてその他の黒い部分がメッシュになっており、ブンブンスーパーカー運転用にサイドの視界が広く取られた面が用意されている。

ブンレッド119（ワンワンナイン）
ブンレッドがズンズンショウカブラスターでズンズンチェンジした姿。ブンレッドではタイヤが背中に付いていたが、ブンレッド119ではボンベを背中に背負う代わりにタイヤを肩に装備している。
高圧水流を肩のホースから放つホースインパクトで瞬時に巨大な炎を消火するほか、敵にブラスター内の水を青い超高圧のエネルギー弾に変換させて放って攻撃するズンズンオーバードライブが得意技。
- デザインイメージは消防車と防火服の混合。ブンレッドと顔のタイヤはほぼ同様だが、頭部全体が消防士のヘルメットを被ったような形状に変化しており、アゴのディテールも若干変化している。
- アップ面と通気口と視界が広めに確保されたアクション面の2種が存在する。アクション面と同様にアップ面もパチン錠で留められているが、防火フードの意匠で隠れるため目立つことはない。両肩のノズルは取り外し可能。他のブンブンスーツとの差別化として、がっちりとしたアーマーを上半身に纏っている。

チャンピオンブンレッド
ブンレッドがチャンピオンジャケットを身に纏い、チャンピオンチェンジした姿。
- ジャケットを通常スーツの上に着ることで完成する。

鳴田 射士郎（）
フリーの超ハイスペックなスパイで、世界中の情報に通じた“情報屋”。4月6日生まれの25歳。出身地非公開。牡羊座、A型。身長178センチメートル。大也や未来からは「シャーシロ」、錠からは「シロ先輩」と呼ばれている。
リスクを常に考えるクールな性格で、皮肉屋な一面もある。大也のことは認めているが、あくまでもビジネスという名目で一緒に戦っている。普段はクールだが、情熱的な本心を持ち、水族館マイスターという一面も持つ。
かつて常槍にスパイとして雇われ、大也の家にブンブンの正体を掴む極秘任務として侵入した際、大也とブンブンの作ったカウンタープログラムを含むすべての電子機器のセキュリティを解除したことで、大也にその腕を買われ、彼らの仲間となった。
ブンブルー
鳴田射士郎がブンブンチェンジする戦士。バクアゲタイヤは3本スポークホイール。データ分析を得意とし、銃を使わせると命中率は百発百中の情報収集の達人。ブンブンハンドル・ガンモードによる正確無比な射撃であるブンブンシュートドライブが得意技。
チャンピオンブンブルー
ブンブルーがチャンピオンジャケットを身に纏い、チャンピオンチェンジした姿。

志布戸 未来（）
大也も一目置く高いテクニックとダイナミックさを併せ持つハンドルさばきを身につけた“運転屋”で、ブンブンジャーの紅一点。11月11日生まれの23歳。神奈川県出身。蠍座、B型。身長160センチメートル。普段はアルバイトを掛け持ちしており、ケーキ屋などのさまざまなお店で働いている。
芯が強く感情豊かな性格で、いざという時は大胆な行動にも出る天真爛漫でムードメーカーかつトラブルメーカー。
以前は周囲に流されがちだったが、大也との出会いによって彼に感化され、ブンブンジャーの3人目のメンバーとして戦うという選択をするようになる。
ブンピンク
志布戸未来がブンブンチェンジする戦士。バクアゲタイヤは6本スポークホイール。ハイテンションに戦い、敵を得意の蹴り技と、素早いフットワークで翻弄する運転と操縦の達人。ブンブンハンドルによるブンブンツイストドライブが得意技。
チャンピオンブンピンク
ブンピンクがチャンピオンジャケットを身に纏い、チャンピオンチェンジした姿。

阿久瀬 錠（）
ヒーローを目指している正義感に熱い須郷警察署持岐交番に勤務する若き警察官。大也からは“警察屋”の異名で呼ばれるようになる。1月10日生まれの23歳。北海道出身。山羊座、O型。身長181センチメートル。生真面目で人懐っこい性格で普段は自転車でパトロールを行なっており、町の人たちからも慕われている。
元々は関わりのない一般人でハシリヤンの作戦に巻き込まれたりしていたが、調の登場によってブンブンジャーの存在を知るようになる。その際に大也に町の人を救うというその正義感を気に入られ、ブンブンジャーとISAの連絡係に指名される。それと同時にブンブンジャーに加入したいという気持ちを持つが、当初は憧れだけでなろうとしていたために大也に却下される。後に自分の使命を再認識したことでその根性を認められ、ブンブンジャーに変身して戦うようになる。
- パトカーがメカのため、警察官という設定となった。

ブンブラック
阿久瀬錠がブンブンチェンジする戦士。バクアゲタイヤはオフロード車のタイヤ。左肩のアーマーはアメリカンスタイルの赤青パトランプがモチーフとなっている。敵を生真面目かつパワフルなファイトで追跡・捕縛する。ブンブンチェンジアックスロッドモードによるブンブンロッドドライブが得意技。
チャンピオンブンブラック
ブンブラックがチャンピオンジャケットを身に纏い、チャンピオンチェンジした姿。

振騎 玄蕃（）
素性が知れない神出鬼没で頼れる“調達屋”。大也からの信頼も大きく、彼に頼まれればどんなものでも調達してきてくれる。9月6日生まれの10万27歳。乙女座、C4J型。身長176センチメートル。口癖は「お困りのようだね」。物腰が柔らかいが、掴みどころのない性格。
今までサポート係に徹していたが、大也たちのバクアゲの瞬間を一番近くで見届けるためにブンオレンジにブンブンチェンジして彼らの5人目の仲間となる。
その正体は通販ネットワークを銀河全域に展開している惑星ブレキ出身の宇宙人で、本名はゲンバード・デ・リバリー二世。銀河通販王であるデ・リバリーの2代目であり、「若旦那」と呼ばれていた。自らの故郷である星をハシリヤンに乗っ取られ、父親はディスレースの奸計で無実の罪をでっち上げられて宇宙刑務所に投獄されて惑星ブレキをハシリヤン通販に作り変えられてしまい、その際に指揮を執っていたディスレースに対して激しい憎しみを抱いている。惑星を彷徨っていた末に地球で大也と出会い、助けたことから調達屋として活動することになった。常に飴を舐めていたが、これはブレキ人が地球人に擬態し続けるためには糖分が必要であるからであり、本来のブレキ人としての姿は白い髪をした猫のような外見をしている。
ディスレースが地球に降り立った後、自らの正体と過去を大也たちに明かすが、復讐に巻き込ませないためにブンブンジャーを脱退する。その後、トッキュウ6号である虹野明との出会いやマッドレックス・フューリーに諭されたこと、調の言葉や自分のことを信じてくれている仲間の絆を再認識し、ブンブンジャーへと復帰した。
- 重機がメカということから、「現場の人」というイメージから玄蕃という名前となった。
- 玄蕃を演じる相馬は、パーマをかけ、オレンジ色の髪色であることから、監督の渡辺からは「チャラく見せないでほしい」というオーダーがあったため、軽くならないように低めの声にするなどしている。ブレキ人としてのメイクは相馬が肌が焼けていたため、長い白髪をこれに合わせると意図せずにギャル男感が出てしまうことから、肌をファンデーションで少し白くしている。また、カラーコンタクトも縦長に瞳孔が入っているが、瞬きすると瞳孔の角度がクルクル回ってズレてしまうことから、毎回角度を直しているため、瞬きをなるべくしないようにしている。

ブンオレンジ
振騎玄蕃がブンブンチェンジする戦士。バクアゲタイヤはスチールホイール。戦場をトリッキーな動きでドライブする。ブンブンチェンジアックスアックスモードで流れるように華麗に戦い、ブンブンアックスドライブが得意技。
- メンバーで唯一、ボディのラインカラーが黒となっている。ブンブラック同様に肩アーマーにラインが繋がっており、工事現場などで用いられる警戒色（トラ柄）のような柄となる。
- 撮影用スーツは体型のバランスを考慮してアンコ（詰め物）を上半身に詰めている。バクアゲタイヤのデザインの都合上、最も視界となる面積が狭くなっている。

チャンピオンブンオレンジ
ブンオレンジがチャンピオンジャケットを身に纏い、チャンピオンチェンジした姿。

焔 先斗（）
揉め事や喧嘩など、散らかりまくった事柄を綺麗に片付ける、宇宙を股に掛ける“始末屋”。7月21日生まれの28歳。千葉県出身。蟹座、O型。身長180センチメートル。多くの修羅場を宇宙で潜ってきた経験から、予期せぬ出来事にも「カオスだ」と動じないかなりの自信家で、トラブルも楽しめるポジティブさで困難も乗り越えていく。
地球人だが、両親を幼少期に亡くし、10歳の時にビュンディーと出会い、宇宙へ単身渡った。約20年後に地球へと戻り、ハシリヤンに反旗を翻して、大也の依頼で、ブンブンジャーに参加する。
- 変身ポーズでのチェッカーフラッグを振るようなポーズは、「焔先斗が勝負を終わらせに来たぞ、俺が来たからもう大丈夫だ」という意味を持たせているという。先斗はカオスなことや戦いが大好きで、自分からかき回しに行くような前のめりなキャラクターのため、低い重心のスタイルからチェッカーフラッグを回して前にバッと行くポーズに、先斗の姿勢を入れ込んでいる。

ブンバイオレット
焔先斗がビュンビュンチェンジする戦士。バクアゲタイヤはフォーミュラカーがモチーフ。目にも止まらぬ高速戦闘で戦況をカオスに転がす。ブンブンコントローラーで敵を連続攻撃でなぎ倒し、ボウガンモードによるビュンビュンアロードライブが得意技。
- マスクはアップ用・アクション用があり、アップ用はピン留めで固定されている。ホイールの穴の部分と黒い部分のうちツヤのある部分はスモーククリアーになっている。スーツの構成パーツや材質は他のメンバーと同様だが、全身のマーキングと腕のパッドによって、レーシングスーツと整備士という従来のブンブンジャーのモチーフからよりレーシングスーツ寄りの印象へとシフトしている。他のメンバーがアシンメトリーなのに対し、ほぼシンメトリーとなっている。

チャンピオンブンバイオレット
ブンバイオレットがブンブラックのチャンピオンジャケットを羽織った姿。

### 機械生命体型宇宙人
ブンドリオ・ブンデラス
事故で地球に落下してきた、ブンブンジャーを支援する大也とは旧知の仲の機械生命体型宇宙人。愛称は「ブンブン」。未来からは「ブンちゃん」、錠からは「ブンさん」、調からは「ブン様」、スピンドーからは「ブンの字」と呼ばれている。
普段は人間サイズでメカニックとして大也のガレージでブンブンジャーのあらゆる面をサポートし、巨大戦では数十メートルサイズに巨大化してブンブントレーラーとなり、ハシリヤンとも戦う。
メカニックとしての能力は高く、機械弄りが好きな大也とは相性がいい。また家事も得意で、得意料理はブンブンカレーでブンブンジャーの面々にもよく振る舞われる。
元々はBBGのチームブンブンジャーのレーサーであったが、レースの敗北が続く中、ファンと名乗る人物に違法改造された強化パーツを渡され、それが原因で出走した際にクラッシュしてしまってライセンスを失い、事実の公表でビュンディーを巻き込ませないために彼の前から姿を消していた。自暴自棄になっていたところをハシリヤンのボスであるワルイド・スピンドーに誘われ、彼の側で走れないヤツが走れるようになるシステムの開発のスペシャリストとして置かれていた。しかし、一連の事件の黒幕はスピンドーが起こしていたことや自身のシステムが苦魔獣となってギャーソリンを集めるために利用されていたことを知って怖れ、大銀河警察と一緒にスピンドーを裏切り、逃亡の末に地球に墜落。大也に助けられ、メカニックとして再びBBGに復帰する夢を約束する。
- 当初はブンブンジャーロボのみの設定で、ごく普通の戦隊ロボのイメージであったが、ロボにも愛着を持ってもらうために等身大でも出すことが決まり、ロボとブンドリオというキャラクターを組み合わせ、メンバーとロボがいつも一緒にいることが決まった。大也が高価な美食に食べ飽き、庶民的な食べ物が好きという設定のため、お茶漬けなどの案もある中で紆余曲折を経てみんなが大好きなカレーを作るという設定となった。
- ボディカラーはガンメタリックと白をベースにブンブンチェンジャーでチェンジするブンレッドの赤、差し色としてブルーとピンクで構成されている。ブンブントレーラーに変形することから、胸部はそのままフロントボディになっているなど全身にトレーラーの意匠が配されている。

ビュン・ディーゼル
先斗の相棒である機械生命体型宇宙人で、愛称は「ビュンディー」。ブンブンとともにBBGに出場していたチームブンブンジャーの仲間で、ブンブンとはライバル関係であったが、レーサーの資格を剥奪され、姿を突然消し、以来彼の居場所を追い求めていた。幼少期の先斗と十数年前に出会い、宇宙へと彼をいざなった。そして、地球でブンブンと再会してからはその事情を知り、彼とともにハシリヤンと戦う仲間となる。
- キャラクターイメージはシャア・アズナブル。
- ビュンビュンマッハーロボのパーツが頭部の中にあり、外装とバイザーをその周辺に被せる形で構成されている。

### ブンブンジャーの関係者
細武 調（）
国際宇宙対策機構（ISA）の特別調査官である女性。地球上にいる宇宙生命体の監視・調査を主な業務としている。舞美からは「しらべえ」、先斗からは「調ちゃん」「姐さん」と呼ばれている。
普段は感情をほとんど露わにせず、事務的な口調だが、推しているブンブンに対しては表情が崩れ、嬉しそうな顔になる。
ブンブンジャーに対して、ISAが装備一式を管理し、残りのメンバーも選別するとして解散を要求したが、本部の了解を得て大也の条件を飲み、情報交換などの協力体制を敷くようになる。

常槍 鋭一郎（）
調の上司であるISAの作戦本部長。キャノンボーグの居場所を極秘ルートで知っていた。内藤とは旧知の仲で、ハシリヤンに彼とともに魂を売る。

内藤 雷汰（）
世界的大企業「ライトニング・テック」代表。大也とは中学生のころに出会い、彼が届け屋を始めるきっかけを作った人物であり、莫大な資産を作るためにいろいろ教えた先生のような存在である。ISAの常槍とは既知の仲で密談をしていたが、彼と結託してハシリヤンに寝返っていた。

梅栖 舞美（）
調と同期のISAの特別調査官。特別任務のために海外で活動していたが帰国後は常槍の右腕となる。
常槍とともにスピンドーに通じており、彼の命令で裏では情報統制を敷いて、調の動きを牽制した。

ブンボット
届け屋本部の格納庫にいる整備ロボット。ブンブンジャーロボビルダーおよびナイトのバクアゲ合体時はボディ内部に合体する。

### 他作品からの登場人物
江角 走輔（）
- 登場作品 - 『炎神戦隊ゴーオンジャー』

交番勤務中の錠と、迷子を助けたことをきっかけに知り合う。ゲタグルマーと戦うブンブンジャーに相棒の炎神スピードルとともに加勢した。
ゴーオンレッド
江角走輔がゴーオンチェンジする戦士。ゲタグルマーの100tゲタをものともせず、ブンブンジャーと協力して倒した。エンジンオーにも久々に搭乗した。

ライト
- 登場作品 - 『烈車戦隊トッキュウジャー』

ブンブンジャーにトッキュウ1号として加勢する。ブンブンジャーたちが夢を叶えると信じて、トッキュウオーの力を託した。
トッキュウ1号
ライトがトッキュウチェンジする戦士。センログルマーによって電車ごっこで連結されたブンブンジャーを救った。本作品ではイエローとグリーンに乗り換えチェンジした。

虹野 明（）
- 登場作品 - 『烈車戦隊トッキュウジャー』

シャドーラインとの戦いが終わった後は保線作業員として勤務していたトッキュウ6号。ディスレースに敗北して重傷を負っていた玄蕃を助けた。

ジョー・ギブケン
- 登場作品 - 『海賊戦隊ゴーカイジャー』

ブンブンジャーにゴーカイブルーとして力を貸す。大也に惑星トリクルの王女ニコーラから預かったペンダントを届けた。
ゴーカイブルー
ジョー・ギブケンが豪快チェンジする戦士。シャーシロのブンブンチェンジャーが変化したブンブルーのレンジャーキーによってブンブルーに豪快チェンジしたほか、ゴーカイガレオンキーでビュンビュンマッハーロボをゴーカイオーにもチェンジさせた。

## ブンブンジャーの装備・戦力
ブンブンスーツ
ブンブンチェンジャーやブンブンブースター、ブンブンコントローラーに圧縮されているブンブンジャーの強化レーシングスーツ。変身と同時に全身を覆い、各バクアゲタイヤを頭部にメットオンすることで変身完了となる。各部のタイヤのホイールの形状とタイヤの溝（トレッドパターン）はそれぞれの頭部に準じたものとなっている。バクアゲタイヤの下に造形された口元の造形もひとりひとり異なり、ブラックとオレンジは真一文字に結ばれている。ブラックとオレンジはアーマーが左肩に装備されている。
- 撮影用スーツは、同素材のものが2着制作され、シーンに応じてアップ用・アクション用として使い分けられている。ボディーのモチーフは車の整備士で、そこにレーシングスーツのイメージも掛け合わせており、前作『王様戦隊キングオージャー』に続いて女性メンバーはスカートスタイルではなくなっている。脚部のタイヤと背面のタイヤ・カートテクターは面ファスナーでそれぞれ着脱が可能。『騎士竜戦隊リュウソウジャー』以来2度目となるグローブの色が左右で異なるフォーマットとなっている。

オートバックル
ブンブンスーツのベルト。ブンブンカー運転時にはシートベルトとして機能する。ブンバイオレットは他のメンバーとは異なるデザインとなっている。

### ブンブンツール
ブンブンチェンジャー
レッド・ブルー・ピンクの変身アイテムとなるイグニッションツール。大也が開発した。メンバー間の通信機器としても使用可能。
- 車のパーツがモチーフとして散りばめられており、上部にマフラー、前面にメーター、下部にタイヤ、スイッチはアクセルペダルとなっている。
- 撮影用プロップはアクション用とギミック付きのアップ用の2種類がある。

変身
右側のアクセルペダルをモチーフとしたスイッチを3回押し込んで、「ブーン！ブンブーン！ブンブンブーン！」の音声が鳴った後、大きく腕を回し、「ブンブンチェンジ！」と叫んだ後、左腕にチェンジャーを走らせて下部のタイヤを回すことで「バクアゲタイヤ！GO!GO!GO!」の音声が鳴り、左腕のブレスにセットすることでブンブンジャーに変身する。
搭乗
裏面に掌大のブンブンカー（スターター）をセットすることでブンブンカーのコックピットにワープする。

ブンブンハンドル
レッド・ブルー・ピンクのメインウェポンとなるハンドル型の多機能ステアリングツール。
ハンドルモード
ブンブンチェンジャーを真ん中にセットすることで、ブンブンカーを運転するバクアゲモードが起動する。セット時の音声は「バクアゲットオン！」。
ロッドモード
棒状に変形させた近接戦闘に長けた形態。機械をプラスドライバー型の先端で分解可能。ピンクは本来の使い方とは違い逆に持ち使用する。
- 変形シーンなどに使用される可動モデルが1つ、アップ用・アクション用がそれぞれ3つ用意されている。

ガンモード
銃のようにグリップを持つことで変形するレンチ型の銃。グリップのトリガーを長押しすることで合体技バクアゲハンドリングドライブを発動させる。
- 撮影用プロップは、軽量なアクション用が3つ、アップ用が2つ用意されている。

ブンブンブースター
ブラック・オレンジの変身アイテムとなるイグニッションツール。拡声器や無線機としても使用可能。
変身
右側のアクセルペダルをモチーフとしたスイッチを3回押し込んで、「ヴォン！ヴォンヴォン！ヴォンヴォンヴォン！」の音声が鳴った後、大きく腕を回し、「ブンブンチェンジ！」と叫んだ後、下部のボタンを押すことで「バクアゲタイヤ！GO!GO!GO!」の音声が鳴り、ブンブンジャーに変身する。
搭乗
裏面に掌大のブンブンカー（スターター）をセットすることでブンブンカーのコックピットにワープする。

ブンブンチェンジアックス
ブラック・オレンジのハンドル型の多機能ステアリングツール。
- スロットにはブンブンブースターが装着可能でスライドしてセットし、ピンで固定される。

ハンドルモード
ブンブンブースターを真ん中にセットすることで、ブンブンハンドル同様にブンブンカーを運転するハンドルモードが起動する。セット時の音声は「ガチャコン、バクアゲットオン！」。
- 各モードに変形する可動モデルが1つ、アップ用が1つ用意されている。

ロッドモード
ブンブラックがメインで使用する警棒のような打撃武器の形態。
- アップ用・アクション用がそれぞれ2つ用意されており、アップ用はブンブンブースターの着脱が可能。

アックスモード
左グリップにエッジを折り畳んで右グリップを展開させた、パワー特化の斧形態。厚さ30センチメートルのコンクリートを叩き割れる威力。ブンブンハンドル同様、合体技バクアゲハンドリングドライブを放つ。
- アクション用が2つ、アップ用が1つ用意されている。

### ブンバイオレットの装備
ブンブンコントローラー
バイオレットのコントローラー型の専用ステアリングコントローラー。元はブンブンが開発していたものを、ビュンディーたちが完成させた。
- アップ用プロップは1つが用意されており、ボウガンモードへの変形が可能。

コントローラーモード
コントローラー内にブンブンスーツが圧縮されており、チェンジする。4つの方向キーボタンと4色のアクションボタンによるコマンド入力でさまざまなモードを発動する。ビュンビュンマッハー搭乗時にはハンドルとなる。
変身
アカ→アオ→ミドリのボタンを押した後、アカのボタンを3回押し、「コマンド承認、ビュン、ビュンビュン、ビュンビュンビューン、トリガーを引いてEnter」の音声が鳴った後、トリガーを引くことで「ビュンビュンチェンジ」「バクアゲタイヤ！ビュンビュンビューン!!」の音声が鳴り、ブンバイオレットに変身する。
召喚
ウエ→シタ→ピンクのボタンを押し、「コマンド承認、バクアゲットオン」の音声が鳴ることでビュンビュンマッハーを召喚する。
操縦
ミギ→ヒダリ→ウエのボタンを押し、「バクアゲットオン！ノーバクアゲ、ノーライフ！」の音声が鳴ることでビュンビュンマッハーを操縦する。
変形
シタ→ミドリ→ピンクのボタンを押し、「ビュンビュンマッハーロボ、スタンドアップ！マッハで走りタイイヤー！」の音声が鳴ることでビュンビュンマッハーロボへと変形させる。
必殺技
ミギ→ミドリ→ヒダリのボタンを押し、「ボタンプッシュ！ビュン！ビュンビュン！ビュンビュンビューン！ビュンビュンフィニッシュ！」の音声が鳴ることでビュンビュンフィニッシュを発動する。
ボウガンモード
ハンドル部を展開させた弓型の武器形態。。
- 若干大きいアクション用モデルとコントローラーから変形するアップ用がある。アクション用モデルは弓を引いた状態をトリガーを差し替えることで表現可能。

ガトリングモード
アカ→ウエ→シタのコマンドを押すことで「ガトリングモード起動！トリガーを引いて、連射！」の音声が鳴った後、発動する。
スナイパーモード
トリガーを引き、アカ→シタ→アオのコマンドを押すことで「トリガーを引いて、スナイパーモード起動！ゲージが緑になったらフィニッシュ！」の音声が鳴った後、発動する。
必殺技
アカ→アオ→ウエのコマンドを押すことで「必殺技起動！ターゲットロックオン！トリガーを引いて、シュート！」の音声が鳴った後、バクアゲファイヤーを発動する。

### ブンレッド119の装備
ズンズンショウカブラスター
ブンブンが大也の子どものころの消防士になりたいという夢を知ったことで設計・開発したブンレッド専用の消火器型レスキューツール。消火光線を銃口から放つ。
- アップ用プロップはマルカンやポンプが可動し、ブンブンチェンジャーもセット可能。アクション用プロップはアップ用よりも大スケールで製作されている。

変身
ポンプを3回スライドさせ、マルカンを引くことで全身をブラスター内に重力圧縮されている119スーツが覆い、ブンレッド119にズンズンチェンジする。
必殺技
ブンブンチェンジャーを装填してポンプを3回スライドさせてエネルギーを充填し、トリガーを引くことでズンズンオーバードライブを発動させる。

### チャンピオンブンブンジャーの装備
チャンピオンブンブンジャー
ブンブンジャーの5人がチャンピオンジャケットを身に纏うことでチャンピオンチェンジした姿。ブンブンカーエンブレムをタッチすることで身体や武器に対応したブンブンカーとリンクし、能力をコピーしてカスタマイズすることが可能。バクアゲチャンピオンドライブが必殺技。

チャンピオンチェンジャー
大也とブンブンが開発した、チャンピオンブンブンジャー専用のシフトレバーとイグニッションツール。
変身
ブンブンジャーにブンブンチェンジした後、スイッチを3回押し込んで、「ブーン！ブンブーン！ブンブンブーン！」の音声が鳴った後、変形させてブンブンチェンジャーに装填し、「チャンピオンチェンジ！フルスロットル！」と叫んだ後、チャンピオンチェンジする。

チャンピオンジャケット
BBGのチャンピオンを目指すためにブンブンが作った宇宙特殊繊維製の宇宙レーシングジャケット。チャンピオンチェンジャーの中に重力圧縮されている。肩から胸にかけてのカラーはそれぞれのメンバーカラーとなっている。各ブンブンカーをイメージしたブンブンカーエンブレムが取り付けられており、配列などは全員共通となっている。レッド・ブルー・ピンクの左腕にはブンブンチェンジャーのベルトを通すための穴が開いている。
必殺技
メンバー同士でチャンピオンジャケットの背中のチャンピオンエンブレムをタッチすることでバクアゲチャンピオンドライブを発動させる。

### ブンブンスーパーカー
大也が届け屋の仕事にも愛用する、赤いスーパーカー。オープンカー形態にもなるほか、宇宙のテクノロジーを組み込んだ特殊なバクアゲユニットをボンネットの中に装備し、ブンブンチェンジャーによって起動させると、一瞬ボディが黒く変わり空中飛行が可能となる。
パーツの一部は玄蕃が地球にやってきた際の宇宙船のパーツを少しずつバラして細工したものである。
- ベース車両は光岡・ロックスター[46]。撮影に使用しているものはステッカーによるラインやブンブンジャーの一部エンブレムを上から貼付けて加飾したものである[46]。ナビに表示されている画面は作り起こされたものである[46]。
- 紹介PVではブンブンジャーロボとバクアゲ合体している。この際ゲートモードを使用せず、マントをジャンプ台にして変形している[47]。

スペック
| 名称                 | 全高     | 全幅     | 全長     | 重量                              | スピード | 初登場 |
| -------------------- | -------- | -------- | -------- | --------------------------------- | -------- | ------ |
| ブンブンスーパーカー | 1,235 mm | 1,770 mm | 4,445 mm | 1,280 kg （バクアゲユニット搭載） | 500 km/h | 第1話  |

### ブンブンカー
大也とブンブンによって開発された巨大スーパーマシン。チームでカーシェアリングしており誰でも全車運転可能。届け屋本部のガレージに普段は待機している。
ブンブントレーラー
ブンブンが巨大変形する白いトレーラー型ブンブンカー。主にレッドが乗り込む。大きな車体を用いたドリフトアタックが得意技で、通過させたブンブンカーをアタックモードに瞬間変形させるゲートモードに変形可能。

ビュンビュンマッハー
ビュンディーが巨大変形するフォーミュカー型ブンブンカー。タイヤはダウンフォースに適応したビュンビュンタイヤ、バクアゲチャージャーは風をエネルギーに変えて蓄えることが可能。
- 頭部はビュンディーの状態から一度左右のバイザーを取り外し、スペーサーを除去したうえで付け直すことで完全なフルフェイスメット状に変形させることが可能。
- 背景は荒野ではなく、脳の刷り込み効果で速いイメージになるようにサーキット場にしている。17話のミニチュアはラジコンで腕などの細かい部分が動くようになっている。

ブンブンオフロード
青いボディのオフロード車型ブンブンカー。プラスドライバー型のアタックモード（バクアゲドライバー）にシフトチェンジすることで、電気ドリルのように先端を回転させて、機械の分解や敵への攻撃が可能。主に右腕部に合体。

ブンブンワゴン
ピンクのボディのワゴン車型ブンブンカー。グラップル型のアタックモード（バクアゲハンド）にシフトチェンジすることで、サイドパネルを走りながら跳ね上げて標的を捕まえたり、物を車体を使ってホールド可能。主に左腕部に合体。

ブンブンクラシック
ワインレッドのボディのクラシックカー型ブンブンカー。内部のブレードを展開させてソード型のアタックモード（バクアゲソード）にシフトチェンジして剣技を繰り出す。主に武器としてブンブン二刀流時は左手、ナイト時は右手に持つ。

ブンブンパトカー1（ワン）
黒いボディのパトカー型のブンブンカー。スパイク型のアタックモード（バクアゲスパイク）にシフトチェンジすることで、敵をスパイクで一気に挟んで捕まえたり、バーチャルトラップを投影する。主に頭部に合体。

ブンブンパトカー2（ツー）
パープルのボディの大型パトカー型のブンブンカー。ブンブンパトカー1との連携やサポート走行を得意とする。2丁拳銃型のアタックモード（バクアゲマグナム）にシフトチェンジすることで、車体を2つに分離して障害物を緊急回避したり、2つの銃口から連射する。主に武器として両腕に持ち、両脚側面に合体も可能。

ブンブンショベル
黄色いボディの油圧ショベル型のブンブンカー。砲台型のアタックモードにシフトチェンジすることで、無数のバクアゲミサイルを砲台から発射して標的を破壊する。主に頭部と右肩に合体。

ブンブンドーザー
オレンジのボディのブルドーザー型のブンブンカー。ハンマー型のアタックモード（バクアゲハンマー）にシフトチェンジすることで、激しくタックルして、どんなものもペシャンコに叩き潰す。主に武器として右腕に持つ。

ブンブンレーシング
レッドのボディのレーシングカー型のブンブンカー。ホイールはキリタイヤで爆発的な急加速が可能。スーツを着ていても身体の負担が大きいほど桁違いのパワーを持つ。バーナー型のアタックモードにシフトチェンジすることで、フロントノズルから4,000度の火を噴く。主に頭部と左肩に合体。

ブンブンオフロードゴースト
黄色いボディのオフロード車型のブンブンカー試作車。ブンブンカー（スターター）を運転席で使うことでブンブンオフロードから一時的に作り出す実体のある分身。主に左腕部に合体。

ブンブンサファリ
ライトイエローのボディのサファリバス型のブンブンカー。ワイルドなAIを搭載したハングリーなドライブ性能。大地を颯爽と駆け抜けるモンスタイヤを装着しており、高難度のコースも自然に走行する。大きくフロントを展開してクロー型のアタックモード（バクアゲクロー）にシフトチェンジすることで、走行中に激しく車体を振り下ろして攻撃を行う。主に両腕部に合体。

ブンブンマリン
ターコイズブルーのボディの移動水族館型のブンブンカー。水生生物のようなクールなAIを搭載したフレキシブルなドライブ性能。モンスタイヤはしなやかなコーナリングスピードで柔軟に運転する。フロントが展開したクラッシャー型のアタックモードにシフトチェンジし、大きな口で噛み砕き魚型銃口からビームを発射する。主に頭部に合体。

ブンブンレオレスキュー
シグナルレッドのボディのポンプ車とはしご車の機能を兼ね備えた消防車型のブンブンカー。毎秒最大2,200リットルの水をバクアゲラダーのノズルから放出してスピード鎮火する。
ブンブンレオン
ブンブンレオレスキューが変形したライオン型のブンブンカー。自律型AIを搭載しており、獣のようにバトルフィールドを縦横無尽に駆け回って戦う。全身にブンブンジャーロボと同様のジョイントがあり、尻尾と四肢にブンブンカーを武装して放つバクアゲスクランブルで、強烈な連続攻撃を苦魔獣に放つことが可能となる。

ブンブン消防車
ブンブンカーをブンブンレオレスキューのバクアゲラダーの先端にセットすることで、アタックモードへと瞬間変形させる。ブンブン消防車をフロント部分から発進させて、バクアゲラダーの先端に合体することで高所での人命救助や消火活動が可能となる。届け屋本部の格納庫の台座はキャリアーの一部である。

チャンピオンキャリアー
先頭のチャンピオンキャリアーヘッドに、ブンブンキャリアー1 - 4が連結した、メタリックブルーのボディのキャリアカー型ブンブンカー。大也がBBGの転戦に向けて開発し、トッキュウオーの連結システムを参考に各部をチューンナップしている。ブンブンカーを4台荷台に乗せられ、走りながらメンテナンスが可能。ブンブンキャリアー1と2にブンブンキャリアー3と4をマウントすることで重武装モードに変化する。
- 初登場シーンは映画『マッドマックス』をリスペクトして荒れ地にしている。

ブンブン水素カー
ロイヤルブルーのボディの水素自動車型ブンブンカー。取り入れた宇宙の水素を、エネルギー変換しながらの走行が可能。アタックモード（バクアゲジェット）に変形してブンブントレーラーに合体することで一気にブーストアップし、大気圏外にブンブントレーラーとチャンピオンキャリアーを打ち上げることが可能。

スペック
| 名称                       | 全高                                | 全幅                                | 全長                                | 重量    | スピード | 出力        | 初登場         |
| -------------------------- | ----------------------------------- | ----------------------------------- | ----------------------------------- | ------- | -------- | ----------- | -------------- |
| ブンブントレーラー         | - 13.2 m - （ゲートモード時17.2 m） | - 14.7 m - （ゲートモード時95.0 m） | - 53.2 m - （ゲートモード時47.7 m） | 2,500 t | 400 km/h | 1,500万馬力 | 第1話          |
| ブンブンオフロード         | 6.0 m                               | 6.4 m                               | 15.8 m                              | 500 t   | 350 km/h | 300万馬力   | 第1話          |
| ブンブンワゴン             | 6.0 m                               | 6.2 m                               | 15.4 m                              | 500 t   | 330 km/h | 300万馬力   | 第1話          |
| ブンブンクラシック         | 5.1 m                               | 6.4 m                               | 15.6 m                              | 400 t   | 320 km/h | 240万馬力   | 第3話[注釈 3]  |
| ブンブンパトカー1          | 6.0 m                               | 6.4 m                               | 15.8 m                              | 450 t   | 380 km/h | 270万馬力   | 第5話[注釈 3]  |
| ブンブンパトカー2          | 6.2 m                               | 6.0 m                               | 15.8 m                              | 450 t   | 360 km/h | 270万馬力   | 第5話[注釈 3]  |
| ブンブンショベル           | 9.3 m                               | 6.4 m                               | 15.8 m                              | 600 t   | 280 km/h | 360万馬力   | 第7話[注釈 3]  |
| ブンブンドーザー           | 6.2 m                               | 6.4 m                               | 15.4 m                              | 650 t   | 300 km/h | 390万馬力   | 第7話[注釈 3]  |
| ブンブンレーシング         | 5.1 m                               | 6.4 m                               | 15.8 m                              | 350 t   | 600 km/h | 210万馬力   | 第8話[注釈 3]  |
| ブンブンオフロードゴースト | 6.0 m                               | 6.4 m                               | 15.8 m                              | 500 t   | 350 km/h | 300万馬力   | 第8話          |
| ブンブンサファリ           | 6.2 m                               | 6.4 m                               | 15.4 m                              | 550 t   | 500 km/h | 330万馬力   | 第13話[注釈 3] |
| ブンブンマリン             | 6.0 m                               | 6.2 m                               | 15.2 m                              | 550 t   | 480 km/h | 330万馬力   | 第13話[注釈 3] |
| ビュンビュンマッハー       | 17.8 m                              | 25.0 m                              | 46.3 m                              | 2,300 t | 800 km/h | 1,380万馬力 | 第16話         |
| ブンブンレオレスキュー     | 16.5 m                              | 15.0 m                              | 37.7 m                              | 2,000 t | 450 km/h | 1,200万馬力 | 第22話         |
| ブンブンレオン             | 22.0 m                              | 15.0 m                              | 59.0 m                              | 2,000 t | 480 km/h | 1,200万馬力 | 第22話         |
| ブンブン消防車             | 6.0 m                               | 6.0 m                               | 15.4 m                              | 500 t   | 370 km/h | 300万馬力   | 第22話         |
| チャンピオンキャリアー     | - 11.6 m - （重武装モード時16.7 m） | - 12.2 m - （重武装モード時12.2 m） | - 81.7 m - （重武装モード時48.3 m） | 2,750 t | 450 km/h | 1,650万馬力 | 第34話         |
| ブンブン水素カー           | 6.2 m                               | 6.0 m                               | 15.8 m                              | 450 t   | 400 km/h | 360万馬力   | 第35話         |

### バクアゲ合体
それぞれのブンブンカーの運転席にブンブンジャーが座り、ブンブンと心をシンクロさせて操縦する。
ブンブンジャーロボ
ブンブントレーラーをメインに、右腕部にブンブンオフロード、左腕部にブンブンワゴンがバクアゲ合体したメカニックロボ。合体音声は「ブンブン作りタイヤ！」。
武器は左腕のバクアゲハンドと右腕のバクアゲドライバー。得意技はクルクルマキックで、必殺技はバクアゲドライバー・ブンブンフィニッシュ。
さらに左手にブンブンクラシックがバクアゲ合体することでブンブン二刀流となり、必殺技の9時15分斬りを放つ。
ブンブンオフロードの先端をラチェットガジェットに交換することで、素早いタイヤ交換が可能。
バクアゲ12では、エンジンオーとの合体技、ブンブン地獄車やゴーオンブンブングランプリフィニッシュを使用。
- 頭部はブンブンと共用で、目と額のタイヤ部分を換装することで切り替えする。

ブンブンジャーロボポリス
ブンブントレーラーをメインに、頭部にブンブンパトカー1、両手にブンブンパトカー2がバクアゲ合体したポリスロボ。合体音声は「バンバン撃ちタイヤ！」。
両手のバクアゲマグナムで狙撃・連射が可能、頭部のバクアゲスパイクで接近してきた敵に強烈なヘッドバットを繰り出す。必殺技はバクアゲマグナム・ブンブンクラッシュ。

ブンブンジャーロボビルダー
ブンブントレーラーをメインに、頭部と右肩にブンブンショベル、右手にブンブンドーザー、胴体内部にブンボットがバクアゲ合体した建機ロボ。合体音声は「ゴンゴン砕きタイヤ！」。
ブンブンショベルのアームアシストで右手のバクアゲハンマーを完全制御し、敵を豪快なパワーファイトで圧倒する。必殺技はバクアゲハンマー・ブンブンクラッシュ。
- 工事現場の背景にして黄色いヘルメットのイメージにしているが、『トッキュウジャー』のビルドダイオーも工事現場のイメージであったため、差別化を心掛けている。

ブンブンジャーロボパンチャー
ブンブントレーラーをメインに、右腕部にブンブンオフロード、右腕部にブンブンオフロードゴーストがバクアゲ合体したパンチを得意とする格闘ロボ。合体音声は「ビュンビュンぶっちぎりタイヤ！」。
両腕のブンブンオフロードをボクシンググローブのようにしてカウンターパンチを放つ。

ブンブンジャーロボナイト
ブンブントレーラーをメインに、頭部と左肩にブンブンレーシング、右手にブンブンクラシック、胴体内部にブンボットがバクアゲ合体した斬撃・高速移動が得意なナイトロボ。合体音声は「ザンザン斬りタイヤ！」。
肩のバクアゲバーナーの炎で超スピードで移動しバクアゲソードで斬り込む。低く構え空気抵抗を減らして切れ味を上げる斬撃も可能。必殺技のバクアゲソード・ブンブンフィニッシュはバーナーの炎で燃え上がったバクアゲソードで高速で駆け抜け一刀両断する。

ブンブンジャーロボモンスター
ブンブントレーラーをメインに、頭部にブンブンマリン、両腕にブンブンサファリがバクアゲ合体したインファイトが得意なモンスターロボ。AIがブンブンとシンクロすることで予測不能な攻撃が可能。合体音声は「ギャンギャンモンスタイヤ！」。
両腕のバクアゲクローで斬撃のラッシュ、強靭な顎で噛みつき相手を抑え込む。必殺技は魚群のオーラを発射するバクアゲワイルド・ブンブンフィニッシュ。
- 決めポーズはゴジラのように前傾姿勢にしている。

ウイングブンブンジャーロボ
ブンブンジャーロボにビュンビュンマッハーロボのマッハーウイングを背部にバクアゲチャージャーを武器にバクアゲ合体した空中攻撃を得意とする形態。

バクアゲ合体（カスタム形態）
ブンブンジャーロボ パトカー1&レーシングカスタム
バクアゲ10登場。ブンブントレーラーをメインに、右腕にブンブンパトカー1、左腕にブンブンレーシングがバクアゲ合体した形態。別名、お掃除特訓カスタム、ニードルカスタム。
ブンブンジャーロボビルダー ワゴンカスタム
バクアゲ10登場。ブンブンジャーロボビルダーの左腕にブンブンワゴンがバクアゲ合体した形態。
ブンブンジャーロボ ショベル&パトカー2カスタム
バクアゲ11登場。ブンブントレーラーをメインに、右肩にブンブンショベル、左腕にブンブンパトカー2がバクアゲ合体した火力強化形態。武装はパトカー2のランチャーとショベルのミサイル。
ブンブンジャーロボ サファリカスタム
バクアゲ13登場。ブンブントレーラーをメインに、両腕にブンブンサファリがバクアゲ合体した形態。必殺技はバクアゲクロー・ブンブンフィニッシュ。
ウイングブンブンジャーロボモンスター
バクアゲ21登場。ブンブンジャーロボモンスターにビュンビュンマッハーロボのマッハーウイングがバクアゲ合体した飛行形態。
ウイングブンブンジャーロボ マリン&オフロードカスタム
バクアゲ29登場。ウイングブンブンジャーロボをメインに、頭部にブンブンマリン、右腕にブンブンオフロード、左手にバクアゲチャージャーがバクアゲ合体した超強力形態。ブンブルーとブンバイオレットが操縦する。必殺技はブンビュンフルスロットルパンチ。
ブンブンジャーロボチャンピオン レオレスキューカスタム
バクアゲ39登場。ブンブンジャーロボチャンピオンの両腕に、オフロードとワゴンの代わりにレオレスキューの両腕パーツ（バクアゲラダー、バクアゲシールド）がバクアゲ合体した形態。
ブンブンジャー・クリスマス合体スペシャル
バクアゲ42登場。ブンブンレオンがトナカイ、チャンピオンキャリアー重武装モードがソリとなりブンブンが搭乗するバクアゲメリークリスマス・エディション形態。必殺技はメリークリスマスアタック。

超バクアゲ合体
ブンブンジャーロボ119（ワンワンナイン）
ブンブントレーラーとブンブンレオレスキューが超バクアゲ合体した大火災の鎮圧・消火を得意とするレスキューロボ。合体音声は「ガンガン助けタイヤ！」。
右腕のバクアゲラダーによるロングパンチ、先端のノズルから高圧放水を発射し、大火災の鎮圧と消火のみならず、敵を水圧で制圧する。左腕の4,000度越えの炎でも完全遮断が可能なバクアゲシールドが武器。必殺技は激流の刃をノズルから緊急発射して繰り出すバクアゲレスキュー・ブンブンフィニッシュ。
- 新規造形の頭部は首の後ろのパーツと完全に分かれている。肩と脚の側面の装甲をブンブンジャーロボの素体に追加し、頭部、両腕、新規造形の足首を差し替えることで完成する。

ブンブンフルスロットルエディション
バクアゲ25・26で使用した協力フォーメーション。ブンブンジャーロボ119をビュンビュンマッハーロボが支え、ブンブンオフロードからブンブンマリンまでの10台のブンブンカーが合体したバクアゲフォーメーション・ブンブンフルスロットルエディションとなり、必殺技バクアゲフルスロットルバズーカを放つ。

優勝バクアゲ合体
ブンブンジャーロボチャンピオン
ブンブントレーラー、ブンブンオフロード、ブンブンワゴン、チャンピオンキャリアーが優勝バクアゲ合体したチャンピオンロボ。合体音声は「伝説をツクリタイヤ！」。これまで覆われていた口の意匠が出現しており、装具がその周りを覆うように付いており、鎧兜の面頬のようにも見える。
地球上はもちろん、月面や宇宙空間でも活動可能。距離が離れている敵にはバクアゲミサイルを脚部のバクアゲクローラーから連射する。メインウェポンはバクアゲハンドとバクアゲハンマーだが、ブンブンカーをレースのように交代させてその強化技を使うことが可能。必殺技はブンブン水素カーを両肩に合体して巨大サーキット型のエネルギーを形成し、その上を全ブンブンカーが一斉にスタートして敵に突入するバクアゲチャンピオン・ブンブンゴールイン。
- ブンブンジャーロボのスーツに、装甲を肩と腰に追加し、新規造形の頭部と足首を装着している。

スペック
| 名称                           | 全高                          | 全幅   | 胸厚   | 総重量  | スピード | 出力        | 初登場 |
| ------------------------------ | ----------------------------- | ------ | ------ | ------- | -------- | ----------- | ------ |
| ブンブンジャーロボ             | 45.0 m                        | 21.8 m | 22.5 m | 3,500 t | 400 km/h | 2,100万馬力 | 第1話  |
| ブンブンジャーロボポリス       | - 43.7 m - （肩上まで45.6 m） | 25.4 m | 22.5 m | 3,400 t | 450 km/h | 2,040万馬力 | 第5話  |
| ブンブンジャーロボビルダー     | 45.2 m                        | 28.1 m | 22.5 m | 3,750 t | 350 km/h | 2,250万馬力 | 第7話  |
| ブンブンジャーロボパンチャー   | 45.0 m                        | 21.8 m | 22.5 m | 3,500 t | 450 km/h | 2,100万馬力 | 第8話  |
| ブンブンジャーロボナイト       | 45.6 m                        | 27.2 m | 22.5 m | 3,250 t | 650 km/h | 1,950万馬力 | 第9話  |
| ブンブンジャーロボモンスター   | 48.6 m                        | 21.8 m | 28.0 m | 3,600 t | 550 km/h | 2,160万馬力 | 第14話 |
| ウイングブンブンジャーロボ     | 45.0 m                        | 46.0 m | 22.5 m | 3,800 t | 700 km/h | 2,300万馬力 | 第19話 |
| ブンブンジャーロボ119          | - 58.6 m - （頭上まで53.4 m） | 34.7 m | 22.5 m | 4,500 t | 450 km/h | 2,700万馬力 | 第23話 |
| ブンブンジャーロボチャンピオン | - 50.0 m - （肩上まで55.0 m） | 49.0 m | 22.5 m | 6,250 t | 500 km/h | 3,750万馬力 | 第35話 |

### バクアゲ変形
ビュンビュンマッハーロボ
ビュンビュンマッハーが単独でスタンドアップし、バイザーを上げることでバクアゲ変形したマッハロボ。空陸での高速戦闘を得意とし、背中のマッハーウイングで飛行、右手にはボウガン型武器・バクアゲチャージャーを持つ。必殺技はブンブンコントローラーを武器にしたビュンビュンフィニッシュ。
- 頭部のシールドを取り外し、ポリウレタン製のシールドに差し替え、位置をずらして再度取り付けることで頭部が完成する。視界は額のマーク周辺のスリットで、目の部分は電飾で発光する。

ビュンビュンマッハーロボ トッキュウカスタム
バクアゲ33登場。ビュンビュンマッハーロボの両腕両足にトッキュウオーの各レッシャーが烈車合体したマッハ烈車ロボ。右腕にイエロー、左腕にピンク、右足にブルー、左足にグリーンの各レッシャーが合体する。武器はフミキリケンで必殺技はフミキリケン・ビュンビュンフィニッシュ。
ビュンビュンマッハーロボ ゴーオンカスタム
バクアゲ38登場。ビュンビュンマッハーロボの上半身に炎神スピードルが炎神合体したマッハ炎神ロボ。必殺技はビュンビュングランプリフィニッシュ。
- 残存していた剣を両手で持つために胸部が狭く造形されているエンジンオーの上半身のスーツとビュンビュンマッハーロボと合体させている。

ビュンビュンマッハーロボ ゴーカイカスタム
バクアゲ43登場。ゴーカイブルーがモバイレーツにゴーカイガレオンキーを挿し込み豪快チェンジすることでビュンビュンマッハーロボが変形したゴーカイクロス形態。ビュンビュンマッハーロボの装甲が外れ、ゴーカイオーの外装が装備される。その姿はほぼゴーカイオーそのもの。操縦桿はゴーカイダリンになっていたがブンバイオレットがブンブンコントローラーに差し替えている。必殺技はゴーカイスターバースト。

スペック
| 名称                                       | 全高   | 全幅   | 胸厚   | 総重量  | スピード | 出力        | 初登場 |
| ------------------------------------------ | ------ | ------ | ------ | ------- | -------- | ----------- | ------ |
| ビュンビュンマッハーロボ                   | 44.8 m | 46.0 m | 15.4 m | 2,300 t | 800 km/h | 1,380万馬力 | 第17話 |
| ビュンビュンマッハーロボトッキュウカスタム | 51.2 m | 46.0 m | 15.4 m | 2,400 t | 850 km/h | 1,440万馬力 | 第33話 |
| ビュンビュンマッハーロボゴーオンカスタム   | 45.7 m | 36.7 m | 13.6 m | 2,650 t | 750 km/h | 1,590万馬力 | 第38話 |

## 大宇宙侵略大走力団 ハシリヤン
宇宙のならず者たちで構成されている悪党集団。宇宙のさまざまな惑星を手中に収めて自分たちのナワバリにしており、人々の悲鳴から発するエネルギー・ギャーソリンを狙って、次のターゲットである地球に襲来し、これまでの惑星と同様に自分たちのものにしようと目論む。
- 色々な制約もあってアジトを持たないということとなり、『仮面ライダーオーズ/OOO』のグリードや『仮面ライダードライブ』のハートたちから着想を得て、メインライターの冨岡淳広が過去に手掛けた『ポケットモンスター』シリーズのロケット団のようなものにしている[63]。クールな大人の設定のヒーロー側に対して、コミカルな三枚目っぽさを意識している[21]。

ワルイド・スピンドー
ハシリヤンの走大将（）で、その頂点に君臨する存在。バイクのパーツが組み合わさったような金髪に薄い紫色の肌とサングラスのようなピンクの目が特徴で、左腕にはギャーソリンタンクであるシャイシャイ・サルカーという鋭い牙を出したオレンジ色の猿のような生物が付いている。エネルギーの源は悲鳴から生まれるギャーソリンであり、悲鳴を聞くほど強く永遠に走り続けることが可能である。
マッドレックスには「宇宙よりデカい器のお方」と称され、キャノンボーグなどの幹部たちからも絶大な忠誠を示されている。その一方で失態を犯した部下は追跡隊長であっても言い訳を許さず処刑する冷酷さやブンドリオのギャーソリンが聞きたいと発言する狂気的な一面も持っている。また、ブンドリオがBBGで起こした事故を裏で引いていた黒幕でもあり、自らの策で事実上レースに出場できなくなった彼を誘って開発のスペシャリストとして側に置いていた。
事故の真相を知った部下であったブンドリオの手引きにより大銀河警察に逮捕されたが、大銀河警察を掌握しており、現在は収監・服役されている監獄惑星で何不自由のない豪華な生活をしながら服役しており、部下たちに宇宙中のギャーソリンを集めるように指示している。自らの手で裏切ったブンドリオに制裁を加えるために作戦進行が滞っていた地球に襲来し、常槍や内藤を利用して大規模な地球侵略を裏側から実行した。
ブンドリオをブンブンキラーロボのゲキトツバスターで容赦なく倒すと、大量の上質なギャーソリンを浴びたことで、ビートの効いた高速スピン技を得意とする赤いジャケットのスリルスタイルから白いジャケットのキャプテンスタイルにパワーアップした。そして、満身創痍のブンブンジャーにブンピンクとの政略結婚を持ち掛けるが、その結婚式場でシャーシロが操縦したブンブンマリンにシャイシャイ・サルカーを破壊されたことでギャーソリン不足に陥り大幅にパワーダウンしたことで弱体化する。だが、グランツが残したガーディアンブレラの集めた地球中の悲鳴を吸収したことでブンブンジャーを再び圧倒する。とどめを刺そうとするも、人々の声援を受けて復活したブンブンとブンレッドの合体技・バクアゲチャンピオンブンブンドライブを受けてハシリヤンの壊滅とともに敗れた。

グランツ・リスク
ハシリヤン一家の大番頭（）で、スピンドーに絶対的な忠誠を誓う右腕であり、彼のボディーガードを務める。リスクを排除するためにスピンドーに先行して地球に現れ、サンシーターにギャーソリンを集めるよう作戦指揮をしていた。先端の仕込み銃で銃撃も行えるほか開くことであらゆる攻撃から身を守る傘状の護身装備・ガーディアンブレラを手にし、左肩にはランボーという外部との通信装置にもなる赤い牛が付いている。全宇宙で活動中のエリートヤルカーを自在にコントロール可能。また、専用のイグニッションキーでパワーアップ苦魔獣を生み出すことも可能。
ギャーソリン不足に陥ったスピンドーを守るために、ブンブンジャーと戦うも、自分のハンドルを握ることを放棄してスピンドーを守るために彼らと戦ったことから、チャンピオンブンブルーのバクアゲチャンピオンドライブを受けて敗れた。

マッドレックス
ハシリヤンの斬込隊長で、サンシーターの直属の上司に当たる中間管理職のような役割を担う。
粗暴な口ぶりで強調したいことを巻き舌かつ声が裏返るほどのシャウト気味に発言する癖がある。失敗続きのサンシーターの面々を「役立たず共」と称して威圧的な態度が目立つが、裏では「かわいい子分」と呼んでおり、失敗して落ち込む彼らに悪態混じりの叱咤激励をして発破をかけるなど部下としての情はあり、また相手が敵であっても実力者であれば認める武人的な性格である。
地球に降り立ったサンシーターに発破をかけて侵略や作戦を一任しつつも、自身の出世がかかっているために顔に泥を塗るようなことはしないように釘を刺している。しかし、いつまで経ってもギャーソリンが集まらないために痺れを切らして地球へと襲来し、自ら苦魔獣を生み出して作戦を実行するようになる。自身も前線に立って戦闘も行い、1対1の対決で事故らなかったブンレッドに興味を抱く。
左太腿の部分にハシリ犬（ハシリケン）という愛犬が一緒に付着しており、「パラリラパラリラ」という鳴き声を発する。武器はドリルやロケット砲といったさまざまなジャンクパーツの付いた槍・怒りのデスロッドを携行しており、螺旋状のエネルギーに集約して放つドリル攻撃が必殺技。
自ら地球に赴いても作戦失敗が続く中、忠誠心を捧げているボスに対してボルテージを上げて本気で地球侵略に打って出ることを決意。その際にブンレッドを仲間に引き入れようとするも断られたために排除しようと試み、巨大戦・地上戦と2度もブンブンジャーを追い詰めたが、激闘の末に敗北。「その腕じゃボスには勝てない」と言い残して怒りのデスロッドを掲げながら散っていった。

マッドレックス・フューリー
サンシーターが密かに生き残っていたハシリ犬を回収し、ディスレースがハシリ犬と総合理化学研究所で入手したマッドレックスのパーツ、カーペットグルマーの元となったカーペットに染み込んだギャーソリンを媒介に復活させたマッドレックス。怒りのデスロッドのほか、左太腿にいたハシリ犬は左腕に装備され、火球・バラリラボンバーを撃ち出せるようになっている。しかし、ディスレースの術によって記憶を封じられて洗脳されているため、以前のような性格とは異なり、彼の任務を忠実に実行するだけの用心棒で、感情や記憶のない機械的で冷徹な性格の対ブンブンジャー撃滅マシンとなっており、以前興味を示したブンレッドのことも認識しておらず、名乗られても反応を示さない。
その後、サンシーターの尽力により記憶を密かに取り戻しており、その際に復讐に走る玄蕃に対してブンレッドに自分を倒すように通して伝えたり、「踊らされている哀れなピエロ」と称しながらも諭したりしていた。しかしサンシーターを操り人形にしようと考えるディスレースに激昂した結果、記憶を取り戻していたことがバレてしまい、違法パーツ・ナンバーディスプレートを取り付けられて自我のない戦闘マシンにさせられブンブンジャーと戦わされることになってしまう。高い戦闘力でブンブンジャーの4人を追い詰めたが、玄蕃が合流したチャンピオンブンブンジャーによってナンバーディスプレートを破壊されて正気に戻る。しかし副作用によって体内のエネルギーが爆発寸前の状態になり、怒りのデスロッドに飛び乗ってブンブンジャーやサンシーターに別れを告げた後、怒りのデスロッドで宇宙の果てへと走り続けていき爆発するという最期を迎えた。

キャノンボーグ
ハシリヤンの改造隊長。惑星ニーダム出身で、「ハシリヤンきってのキレ者」を自称し、非人道的な実験や卑怯な発明を得意とする。
いつまでもギャーソリンが集まらないため、マッドレックスの殉職後に地球へと襲来した。サンシーターの作戦を見てやり方がなっていないと判断し、自身が作戦指揮を執ることになる。
苦魔獣を改造して特殊に強化する能力を持つ。専用デバイス・ジャッキーが武器で、データを走らせて作戦をプログラミングし、ビーム攻撃を行うことが可能。ブンブンジャーとの最終決戦では両腕を苦魔ソードに改造した。
マッドレックスとは性格が正反対で折り合いも悪く、彼の作戦を非効率と皮肉っていたが「一人で走ってるから遅い」とその態勢を一蹴されたことから、自身のスタンスの正しさの証明に固執するようになっていった。
作戦失敗が続きあとがないと悟り、大量悲鳴兵器・ジャッキー・ホイホイを起動してギャーソリンを強制回収する作戦を実行。しかし、ISAからの情報で潜伏先もバレたうえにジャッキー・ホイホイを稼働寸前に故障させられてしまい、サンシーターを苦魔アンテナを仕込んで操り時間稼ぎをしようとするも、すぐに追いついたブンバイオレットとの一騎討ちの末に敗北。デコトラーデとイターシャを巨大化させるようヤルカーに命令するが、それまで高圧的な態度を取り続けたことからサンシーターからも見限られ、反発したヤルカーのハイウェイ光線を浴びたことで巨大化させられる。ブンブンジャーをジャッキーのチェーンバリアで追い詰めるが、ブンブンフルスロットルエディションの合体技・バクアゲフルスロットルバズーカによって衛星軌道上に飛ばされ、ジャッキー・ホイホイ諸共爆散し散った。
- 元々は男性声優が担当する想定であったが、キャラの不気味さを出すにあたって相談していった結果、「性別不明なキャラクターにしたい」「男性の声ともとれるような、低音が素敵な女性声優の方にお願いする」という結論に至り、くじらが担当することになった。

ディスレース
ハシリヤンの再建隊長。他の惑星の侵略テコ入れ成功率100パーセントの男で、さまざまな惑星を乗っ取っており、玄蕃が住んでいた惑星ブレキも彼の手によって乗っ取られている。ウィジャボードと右肩のツチノコ型オカルトツール・フランクを使い、妖しい呪術を発動させる。
ガラの悪い外見とは裏腹に軽妙かつ飄々とした性格の持ち主で、サンシーターを始め名前をひっくり返して呼ぶ癖がある。怒りに対してもフランクに接していて、自身への悪口も軽く受け流すが、効率を重視して無駄を省きたい性分でもあるために復活したマッドレックスのことは単なる傀儡としか見なしていない。先斗やビュンディーとは面識があるものの、ケチと称されるほどに始末料を踏み倒していることから快く思われていない。
その実績を買われてハシリヤン本家からの指示で、ギャーソリン回収率が低い地球をハシリヤン最高のリノベーションマネジメントでプロデュースしようとするために襲来した。また作戦の裏ではブンドリオのことを調べており、彼が裏切り者だと発覚するとスピンドーに密告したうえ、ブンブンジャーの前で糾弾して絆をバラバラにしようと目論み、さらにビュンディーを人質に取る卑劣な作戦を実行するも、仲間を信じ合う彼らの絆には通用せず、ビュンディーもすぐに救助されて失敗に終わり、ブンオレンジとの戦いにも敗北。それでも巨大化して宇宙へと逃亡し最後の悪あがきを行うも、ブンブンジャーロボチャンピオンの必殺技であるバクアゲチャンピオン・ブンブンゴールインを受けて敗れ去った。

ディスレース2000
ワルイド・スピンドーの走大将パワーによって復活したディスレース。ディスマスク2000を装着していることでハイパフォーマンスなタスクを当分の間こなすことが可能。
市民の一部をでたらめなプレゼンテーションで洗脳しながら扇動して、ブンブンジャーに対する敵意を走らせた。サイキック技でバイオレットとビュンディーを苦しめるが、2人のコンビネーション技に逆転されて空中に放り出され、スピンドーがディスマスク2000内部に仕込んだ爆弾が起動し、爆散する。

デコトラーデ
ハシリヤン斬込隊の現場監督・サンシーターの1人で、デコトラのような強面風の見た目が特徴。
喜怒哀楽を「バッファーム！」と豪快に表現し、地球侵略を目標に苦魔獣を使った地球ナワバリ化計画で手柄を立てて組織での出世を目論むも、毎回トラブルを起こして失敗ばかりしており、常に「お疲れサンシーター」と言って退散している。
排気音のようなシャウトを放つ武器ゼッキョー大マイクを所持しており、通信を行ったりプロジェクターとしてハイウェイ空間をビジョンを映して様子を見ることも可能。ドライビングテクニックには自信があり、主にブンブンキラーロボのパイロットを務める。
ハシリヤンの仲間を使い捨てにする体制に嫌気がさし、自分たちをテッペンとしたサンシーター帝国を作ることを決意し、ブンブンキラートレーラーをデコったサンシータートレーラーにイターシャやヤイヤイ・ヤルカーとともに乗り、宇宙へと旅立った。
- トラックがモチーフのため、肩から腕、足に至るまでふんだんにタイヤの意匠が配されたデザインとなっているほか、ジャケットなどパンクな雰囲気も加味されている。上半身から下半身までほぼ一体となっており、着用は一気に着込むような形が可能となっている。

イターシャ
ハシリヤン斬込隊の現場監督・サンシーターの1人で、紅一点。ネコのキャラクターのイラストがあしらわれた痛車風の姿が特徴。
勝気な姉御肌で、サンシーターのまとめ役。デコトラーデ同様、組織での出世を夢見ているものの、毎回トラブルを起こして失敗ばかりしている。かつては有名な宇宙最速のスリであった。
地球の面白そうなものにハシリヤンイグニッションキーを挿し込んで、苦魔獣を生み出す役目を担っている。
- 頭部デザインは痛車に用いられがちなスポーツカーがモチーフ。マフラーを猫のヒゲ、シャークフィンアンテナを猫耳に見立てている。肩にある猫のキャラクタープリントは、キャラクターデザインの島本和彦のイラストを基に装飾されている。
- 「ガッチャン」というセリフはイターシャの声を演じる水樹奈々のアドリブである。

ヤイヤイ・ヤルカー
ハシリヤン斬込隊の現場監督・サンシーターの1人で、六輪駆動のスポーツカー風の姿が特徴。
誰に対しても物怖じしないつい思ったことを口に出してしまう口の悪い毒舌家。組織での出世を夢見ているものの、毎回トラブルを起こして失敗ばかりしている。
他の2人とは異なり小柄な体型で人間態の姿をしていないが、巨大化して2人を乗せて道路を走行することも可能。また苦魔獣が等身大で倒されるとスピンドーの仕掛けた機密指令システムで我を失って赤目の暴走状態となり、苦魔獣から放出されたギャーソリン体を飲み込んでハイウェイ空間に突入し、ブンブンジャーの攻撃を受けてハイウェイ空間からコースアウトした現実世界で吐き出して苦魔獣を巨大化させてしまう。デコトラーデとイターシャはこのヤルカーの暴走をまったく把握しておらず、本人もこの時に関する記憶は一切なく、能力も把握していない。キャノンボーグに改造されてからは、目から発射するハイウェイ光線により、ハイウェイ空間に入らなくても苦魔獣を大暴走体にできるようになる。
かつては惑星ヤルカー出身の疾走生命体・ヤルカー族のエリートヤルカーの1台であったが、隕石にぶつかったことで記憶とトサカーを失っていた。
- 当初はマッドレックスに乗り移られるという設定で、暴走状態のドスの効いた声はその名残りである。
- アクション用プロップとアップ用プロップの2種類が存在する。グルグル目や赤目などのシールを貼り替えることで、表情をシチュエーションによって変えることが可能。口にはスプリングが仕込まれており、開閉が可能で、ワイヤーなどで下アゴを引っ張ることで口を開けることが可能。左右に可動する前輪などは、ワイヤーによって操演している。

苦魔獣（）
ハシリヤンの構成員（主にサンシーター）が地球のあらゆるモノにハシリヤンイグニッションキーを差し込むことで誕生する機械生命体。
タイヤがより集まったように構成された素体の上半身に、基となった器物を要素を含んだ外装をしているのが特徴。人語は話せるが、基本的に基となった器物に関する言葉をひたすら叫ぶ。外装はネジ止めされているため、ネジを外されると武装を解除させられて丸腰状態になってしまう。
走らない物がイグニッションによって走らせることが可能となる。人間を襲いながら破壊活動を行い、人間の悲鳴から生み出すエネルギー・ギャーソリンを集めるべく行動する。
等身大で倒されると溜め込んでいたギャーソリンのエネルギーが、空中に開いた異空間・ハイウェイ空間を経由してギャーソリン体となる能力を持っており、暴走して巨大化したヤルカーがこれを飲み込んでハイウェイ空間に突入したうえで、ブンブンジャーの攻撃を受けてハイウェイ空間からコースアウトして現実世界に戻ったヤルカーがギャーソリン体を吐き出す形で分離し、ギャーソリン大暴走体として再生・巨大化する。ヤルカーが改造されて以降は、放出されたギャーソリンのエネルギーを彼のハイウェイ光線で照射されることによって再生・巨大化が可能になっている。

ネジレッタ
ハシリヤンが持つネジから生み出される車部品型戦闘員。「ネジ！ネジ！」という声を発する。
マフラー型の武器マフランボーを持っており、振り回して相手を捻じ伏せ、銃のように構えてネジ烈弾を放つ。また、ビッグネジネジによって巨大化することも可能。

### ハシリヤンの装備・戦力
ブンブンデンジャー
キャノンボーグが開発し、サンシーターがブンブンキラーロボ召喚・操縦時に使うブンブンチェンジャーに酷似したイグニッションツール。上部のペダルを押すことでブンブンキラーロボを起動・発進させるほか、ペダルを運転席で押すことでさまざまな必殺技を発動させる。

ブンブンキラーロボ
バクアゲ13より登場。キャノンボーグがブンブンジャーロボの戦闘データを基に開発した、サンシーター専用デンジャラスロボ。ブンブンジャーロボに酷似した漆黒のロボで、ブンブンデンジャーで起動しサンシーターが乗り込み操縦する。パワーが違法改造によって増しており、ブンブンジャーロボと互角以上の戦いを繰り広げる。武装は頭部ホイールのキラーミサイル、右腕のキラードリル、左腕のキラーハンド。キック技はブンブンジャーロボのキック技を模倣したパクルクルマキック。胸部のキラースピーカーで爆サゲ音波を流せるがバクアゲ13で破壊された。バクアゲ14でチューンアップされ、ブンブンキラートレーラー、ブンブンキラーオフロード、ブンブンキラーワゴンの3台でのたたき上げ合体が可能になった。
地球がハシリヤンに占領されてからは、ISAとライトニング・テック社が平和維持のために量産した。
- 撮影用スーツは完全新規造形。サビやヨゴレのような強烈なウェザリング処理が表面に施されている。

ブンブンキラーロボ 二刀流
バクアゲ18登場。ブンブンキラーロボにソードグルマー・リベンジが変形したキラーソード（元は惑星リフレクターの伝説の剣）を装備した形態。
- バクアゲソードに形状が酷似しているが、刀身やルーフの展開部分、ヘッドライトなどの形が異なる新規造形物。

ブンブンキラーロボポリス
バクアゲ30登場。ブンブンキラーロボに奪ったブンブンカーが合体した形態。頭部にブンブンパトカー1、両手にブンブンパトカー2が合体。
- 当初の脚本ではポリス2のみを奪って銃を装備する予定であったが、玩具でも再現が可能であることから頭にポリス1を付けられるようにスーツを少し改造しているが、ブンブンジャーロボのままではブンブンのつぶらな瞳が見えてしまうため、玩具にはないサングラスが付けられている。

ワルイド・スピンドー搭乗機
バクアゲ44登場。

スペック
| 名称               | 全高   | 全幅   | 胸厚   | 総重量                                      | スピード | 出力                                              | 初登場 |
| ------------------ | ------ | ------ | ------ | ------------------------------------------- | -------- | ------------------------------------------------- | ------ |
| ブンブンキラーロボ | 46.0 m | 21.8 m | 23.0 m | - 3,500 t - （チューンナップ無し時2,500 t） | 400 km/h | - 2,100万馬力 - （チューンナップ無し時1,500馬力） | 第13話 |

## 用語
BBG（ビッグバン・グランプリ）
宇宙一のレース。大也とブンブンがブンブンジャーを結成したのはBBGに出場するためであり、ブンブンツールやブンブンカーも元々BBGのために開発されたのをハシリヤン戦に転用している。その後、スピンドーがBBGを買収し、八百長を仕組んでいることが明かされている。

## キャスト

### レギュラー・準レギュラー
- 範道大也 / ブンレッド - 井内悠陽[2]
- 鳴田射士郎 / ブンブルー - 葉山侑樹[2]
- 志布戸未来 / ブンピンク - 鈴木美羽[2]
- 阿久瀬錠 / ブンブラック - 齋藤璃佑[2]
- 振騎玄蕃 / ブンオレンジ - 相馬理[2]
- 焔先斗 / ブンバイオレット - 宮澤佑（16 - 48）[2]
- 細武調 - ハシヤスメ・アツコ（3 - 6・8 - 11・16 - 19・21・23・25 - 29・33・35・36・39・42 - 48）[2]
- 梅栖舞美 - 桜井玲香（39・40・42 - 48）[2]
- 常槍鋭一郎 - 堀部圭亮（26 - 29・36・37・39・43・44・46 - 48）[2]
- 内藤雷汰 - 長戸勝彦（11・22・26 - 28・34・37 - 40・43 - 48）[注釈 5][2]

### 声の出演
- ブンドリオ・ブンデラス、ブンブンジャー変身アイテムシステムボイス[80][注釈 6] - 松本梨香[2]
- ビュン・ディーゼル、ブンブンコントローラーシステムボイス[81][40][注釈 6] - 花江夏樹（16 - 48）[2]
- ワルイド・スピンドー - 遊佐浩二（34 ‐ 36・39 - 48）[62][注釈 7]
- グランツ・リスク - 磯部勉（35・36・38 - 48）[62]
- マッドレックス（2・3・6 - 9・25・26）、ハシリ犬（27）、マッドレックス・フューリー（28 - 31・33） - 神谷浩史[62]
- キャノンボーグ - くじら（11 - 18・20・22 - 25・29）[62]
- ディスレース（26 - 31・33 - 35）、ディスレース2000[注釈 8]（45） - 森久保祥太郎[62]
- デコトラーデ - 諏訪部順一[62]
- イターシャ[注釈 9] - 水樹奈々[62]
- ヤイヤイ・ヤルカー - 諸星すみれ[62]
- ズンズンショウカブラスター音声[注釈 6] - 遠藤正明[83]

### ゲスト
- 降野ノリオ[注釈 10] - 岡田ゆきのり（1・20）[84]
- 青里聡光[85][注釈 11] - 杉森功明（1・29）[84]
- 青里雲天[85][注釈 12] - 村岡弘之（1・29）[84]
- 大統領 - マーク・マードック（2）
- 大使 - マキシム・コレシニク（2）
- ヒロト - 森優理斗（3）
- トキコ - 西本今日子（3）
- アナウンサー[注釈 13] - 星南のぞみ（4・36・45・47・48）[86]
- おじさん[87][注釈 13] - 伊藤俊（5）
- 青年[87][注釈 13] - 梶山翔太郎（5）
- OL[注釈 13] - 山田菜子（5）[88]
- 朝田先輩[89][90][注釈 13] - 高田将司（6・13・26・46）
- 総菜屋の女将[91][注釈 13] - 橋本恵子（6）
- 肉屋の主人[91][注釈 13] - 寺本翔悟（6）
- マッチョA[70][注釈 13] - 梶原颯[70]（6・17）
- マッチョB[70][注釈 13] - 錦織聡[70]（6・17）
- IT企業社長[注釈 13] - 河野良祐（6）[92]
- 店長[93][注釈 13] - 二橋進一（10）
- 江角走輔 / ゴーオンレッド[84] - 古原靖久（12）『炎神戦隊ゴーオンジャー』
- スピードル（声）[84] - 浪川大輔（12・38）『炎神戦隊ゴーオンジャー』
- バスオン（声）[84] - 江川央生（12）『炎神戦隊ゴーオンジャー』
- ベアールV（声）[84] - 井上美紀（12）『炎神戦隊ゴーオンジャー』
- カップル[94][注釈 13] - 奈良いとまん、朝日奈芙季（12・28）
- 依頼人[90][注釈 13] - 結城さなえ（13）
- 依頼人の娘[90][注釈 13] - 上村結羽（13）
- 倉田舞 - 藤村陽菜（15）[84]
- 依頼人[注釈 13] - ドロンズ石本（16）[95]
- 長田カケル - 猪征大（18）[84]
- 長田の妻[注釈 13] - 大須みづほ（18）[96]
- 長田の子供[注釈 13] - 松本瑛貴（18）[97]
- 焔先斗（幼少期）[注釈 13] - 鳥羽涼太（18・24）[98]
- 長田カケル（幼少期）[注釈 13] - 今泉雄土哉（18・24）[99]
- 松葉周[70][注釈 14] - 蔦宗正人（18）
- 会社員の女性[100][101][注釈 13] - 秦瑞穂（19・31）
- 内藤千二 - 齋藤潤（22・47・48）[84]
- 先生[注釈 13] - 倉橋うみ（22）[102]
- 場内アナウンス - 谷保恵美（23）[84]
- 上重まひろ[103][注釈 15] - 松永有紗（24・37）[84]
- 範道大也（幼少期）[103][注釈 13] - 堀雅陽（24・37）[104]
- 藤井先生[103][注釈 13] - 落合ひとみ（24）
- 島本和彦（本人役 / 27）[注釈 16][84]
- 江戸川レイカ[84] - 平田薫（31）
- 客[注釈 13] - 田代源起（31）[105]
- レイカの父[注釈 13] - 芝崎昇（31）
- 志布戸未来（幼少期）[注釈 13] - 大葉りいな（31）[106]
- ライト / トッキュウ1号[84] - 志尊淳（32）『烈車戦隊トッキュウジャー』
- 虹野明[84] - 長濱慎（32）『烈車戦隊トッキュウジャー』
- チケット（声）[84] - 山口勝平（32）『烈車戦隊トッキュウジャー』
- 野木秋[84] - 森日菜美（36）
- 店長[84] - 滝晃太朗（36）
- ステア[84] - 内藤好美（37）
- 大也の父[107][注釈 13] - 森博嗣（37）
- 大也の母[107][注釈 13] - 宮澤雪（37）
- カップル[注釈 13] - 大関れいか[108]、田上来[109]（37）
- アニキ - 藤田真澄（38）[84]
- イトコ - 塩田康平（38）[84]
- 錠の父[84] - 金子昇（40）
- 広瀬イツキ - 山本海瑠（40・47・48）[84]
- イツキの弟[注釈 17] - 尾込泰徠（40・47・48）[84]
- 阿久瀬錠（幼少期）[注釈 13] - 塩田宙（40）
- 泥棒[110][注釈 13] - 永徳（40）
- 監督[110][注釈 13] - 渡辺淳（40）
- 佐藤詩捕 - 松本梨香（41）[84]
- まんる（41）[111][注釈 18]
- 会長 - 吉満寛人（41）
- 副会長 - 福澤重文（41）
- カー用品会社の兄 - 米岡功二（41）[注釈 19]
- カー用品会社の弟 - 米岡孝展（41）[注釈 20]
- サンタクロース - 清家利一（42）[84]
- ジョー・ギブケン / ゴーカイブルー[84] - 山田裕貴（43）『海賊戦隊ゴーカイジャー』
- 今子シュウ（帝国タクシー）[115][注釈 13]（43）
- ペイス辻（帝国タクシー）[115][注釈 13]（43）
- ニコーラ・キードアー - 伊礼姫奈（45）[84]
- 実況（声） - 関智一（48）

### スーツアクター
ブンブルーのスーツアクターを務める米岡孝弘は、本作品で初めてスーパー戦隊シリーズの初期メンバーを務める。
ブンオレンジのスーツアクターを務める尾野透雅は、本作品が初めてのレギュラー出演となる。
ブンバイオレットのスーツアクターを務める蔦宗正人は、本作品で初めて追加戦士を担当する。
イターシャのスーツアクターを務める宮澤雪は、本作品で初めてレギュラーキャラクターを担当する。
- ブンレッド[5][2][8][116]、ブンレッド119[11][2][12][116]、チャンピオンブンレッド[13][14][116] - 森博嗣
- ブンブルー[5][17][117]、チャンピオンブンブルー[13][117] - 米岡孝弘
- ブンピンク[5][19][117]、チャンピオンブンピンク[13][117]、クルマジュウグルマー（46）[117] - 坂梨由芽
- ブンブラック[5][22][117]、チャンピオンブンブラック[13]、ブンブンキラーロボ（13）[11][62][76][117] - 伊藤茂騎
- ブンオレンジ[5][28][117]、チャンピオンブンオレンジ[13]、振騎玄蕃（吹き替え / 10）[117] - 尾野透雅
- ブンバイオレット[11][2][32][118]、チャンピオンブンバイオレット[118] - 蔦宗正人
- ブンドリオ・ブンデラス[5][2][35][116] / ブンブンジャーロボ[5][2][51] - 藤田洋平
- ビュン・ディーゼル[11][2][39][118] / ビュンビュンマッハーロボ[11][2][60][118]、フェイクブンオレンジ（37）[117]、ゴーカイブルー（43）[118] - 高田将司
- ゴーオンレッド（12）[116] - 福沢博文
- トッキュウ1号（32）[25][118] - 浅井宏輔
- デコトラーデ[5][62][66][119] - おぐらとしひろ
- イターシャ[5][62][68][119]、ネジレッタ[119] - 宮澤雪
- マッドレックス[5][62][119] / マッドレックス・フューリー[25][62][119]、ワルイド・スピンドー[16][62][119]、アンテナグルマー（11）[119]、ジムグルマー（17）[119] - 清家利一
- キャノンボーグ[11][62][119] - 蜂須賀祐一
- ディスレース[25][62][119]、トケイグルマー（3）[119]、コイノボリグルマー（10）[119]、カセキグルマー（15）[119]、オワングルマー（20）[119] - 村岡弘之
- グランツ・リスク[16][62][119]、サッカーボールグルマー（41）[119] - 齊藤謙也
- ブロックベイグルマー（7）[70] - 寺本翔悟
- ダーツグルマー（5）[120]、ゲタグルマー（12）[53]、ワイヤーリガー（12）[注釈 21] - 今井靖彦
- レイゾウコグルマー（14）[70]、アコギグルマー（24）[118]、ワイヤーリガー[注釈 21]（12） - 竹内康博
- ソードグルマー（16）[121]、ソードグルマー・リベンジ（18）[122] - 北村海
- ATMグルマー（19）[123] - 酒井和真
- テントグルマー（22）[124] - 三上真司
- トイレグルマー・リミテッド（26）[125]、ゴンググルマー（29）[70] - 菅野聖
- ブンピンク（分身 / 36）[126] - 赤座夏希

## スタッフ
『烈車戦隊トッキュウジャー』や『機界戦隊ゼンカイジャー』などを担当した中澤祥次郎がパイロット監督、アニメ『ポケットモンスター』シリーズや『イナズマイレブン』シリーズ、『風都探偵』、『バトルスピリッツ』シリーズを手掛けた冨岡淳広がメインライターを担当する。キャラクターデザインには漫画家の島本和彦とビッグバンプロジェクトを起用。
久慈は本作の制作にあたって「外部の人間を巻き込んだ、新たな制作チームづくり」を最大の挑戦として掲げており、冨岡を起用した理由については外部の視点からシリーズを捉えている脚本家を起用した方がより良い作品ができると期待したためであると述べている。
竹本昇がスーパー戦隊シリーズで監督を担当するのは、『魔進戦隊キラメイジャー』以来3年半ぶりとなる。
オープニングクレジット
- 原作 - 八手三郎[1]
- 連載 - テレビマガジン、てれびくん
- ゼネラルプロデューサー - 大川武宏（テレビ朝日）[注釈 2][1]
- プロデューサー - 芝高啓介（テレビ朝日）[1]、久慈麗人（東映）[1]、矢田晃一（東映エージエンシー）[1]
- 脚本 - 冨岡淳広[1]、山口宏、樋口達人、森地夏美、古怒田健志、北条千夏
- 音楽 - 池田善哉・横関公太[2][注釈 1]
- アクション監督[注釈 22] - 渡辺淳（ジャパンアクションエンタープライズ）[1]
- アクション監督代理・補 - おぐらとしひろ（10[93][54]・11[128][注釈 23]・12 - 17[注釈 24][注釈 25]・18[注釈 26][注釈 25]・24[注釈 27]・25[注釈 28]）（ジャパンアクションエンタープライズ）
- 特撮監督 - 佛田洋[1]
- 特撮監督補 - 小串遼太郎（10・11）
- 監督 - 中澤祥次郎[1]、渡辺勝也、加藤弘之、渡辺淳（ジャパンアクションエンタープライズ）、葉山康一郎、竹本昇、宮﨑駿

エンディングクレジット
- 撮影 - 上赤寿一、さとう真之、相葉実、大沢信吾
- 照明 - 堀直之、本田純一、柴田守、林大樹、稲嶺司
- 美術 - 田中涼
- 録音 - 中山寿範、関根光晶、佐藤公章、原明日香
- 編集 - 金田昌吉（1 - 3・8・9・19 - 40・47・48）、須永弘志（4 - 7・10 - 18）、若松広大（41 - 46）
- スクリプター - 國米美帆、國米美子、高山秀子、津嶋由起江
- スケジュール - 宮﨑駿（34 - 36）
- 助監督 - 葉山康一郎、宮﨑駿、田渕大倫、上窪貴一
- 制作担当 - 伊藤渉、𠮷川和也、伊藤隆幸、喜多智彦、中島嘉隆
- ラインプロデューサー - 伊場野高嗣
- Bカメ - 相葉実（12 - 14）、さとう真之（1 - 3・12 - 16・21 - 23・26 - 29・34 - 36・43・44）、加藤瞭一（4 - 11・17 - 20）
- モニター担当[注釈 29] - 瀬尾幸夫（1 - 20・24 - 40）、矢野優希（21 - 23・41 - ）
- 撮影助手 - 加藤瞭一（1 - 3・12 - 16・21 - 25・28 - 36・39 - 42）、橋本美咲（1 - 3）、長谷川統万（4 - 23・26 - ）、竹尾明花（24・25）、矢野優希（26・27）、井上陸（37・38・43 - ）
- 照明助手 - 堀直之（15・16・26・27）、稲嶺司（24・25・28・29・43 - ）、柴田守（1 - 5・8 - 29・32 - 36・39・40）、さいたこず恵（1 - 3）、林大樹（4 - 7）、鹿野克巳（30 - 33・37 - ）、泉谷しげる（6・7・30・31）、古川凱（8 - 14・17 - 23）、堀本奈穂（34 - 38・45・46）、菱田愛羽（41・42）、八藤優美（43・44）、速川英明（47・48）
- 録音助手 - 原明日香、眞壁瑠伎[注釈 30]、千石真琴[注釈 31]
- 照明応援 - 梅田健一・宮崎真衣（東京ハートス）
- 美術助手 - 森下千愛・桑原良太
- 装置 - 古賀琢麻・石戸谷優・小畠美羽、嶋村昴（43 - ）（紀和美建）
- 装飾 - 山口康孝（1 - 27・30 - ）、守塚美穂（28・29）、淀名和祐介、大前瑠美（1 - 38）、町田有沙（19 - 23）、秋野有美（24 - 29）、杉谷海帆（30 - ）、権田光典（39 - 42）、大熊雄己（43 - ）（東京美工）、高津装飾美術
- 衣裳 - 滝口晶子・松本羽生、神子島佑佳（12 - 14）（東京衣裳）
- メイク - 唐澤知子 / 増田加奈、田中梨沙、蔵持葉月、根本昌代、中山麻美、箱崎麗夏、菅原乃愛、榊原なつ実、木村菜々子（サフェイスメイクオフィス）
- 助監督 - 宮﨑駿、田渕大倫、上窪貴一、相馬敢太、匂坂力祥、清智史、中道花音、片山愛美子、近藤ねね、宮里盛誉、川田尚都
- 絵コンテ - 伊藤康洋、田中浩二、持田隼生
- 原稿担当 - 佐々木智章
- 操演 - 橋本一輝（ライズ）
- 進行主任 - 伊藤隆幸、金杉直子、喜多智彦、伊藤渉、𠮷川和也、鈴木伊織、餅田愛里咲
- 制作進行 - 山﨑敦貴（1 - 33・39・40）、中村美月季（4 - ）、林公平（37 - ）
- 制作応援 - 魚田孝浩（1 - 36）、鈴木伊織（19 - 29）、奥本紗代（30 - ）
- 造型 - レインボー造型企画、前澤まさる、吉川学
- キャラクター管理 - 佐藤藍・田山健、小野島泰宏（39 - ）
- MA - 薄井洋明
- 選曲 - 宮葉勝行
- 音響効果 - 桑原秀綱（SoundRound）
- 音響効果助手 - 福島景
- MAオペレーター - 錦織真里
- EED - 西田光憲（東映デジタルラボ）
- EED助手 - 大原駿也（東映デジタルラボ）
- 編集助手 - 片瀬健太（1 - 18）、日高啓七（1 - 7）、澤田宗太朗（8 - ）、喜屋武愛美（28 - 42・44）、佐々木翔（43・45 - ）
- PR編集 - 片瀬健太（19 - 25）
- 仕上進行 - 川﨑堅斗（1 - 20）、吉田愛[注釈 32]（1 - 3・19 - ）、中田紗耶加（21 - ）
- 技術運営 - 川崎秀彦・林和哉、川﨑堅斗（21 - ）
- 企画協力 - 企画者104
- 資料担当 - 松井大・神内大輝
- キャラクターデザイン - 島本和彦とビッグバンプロジェクト[2]
- ミニキャラデザイン（2 - ） - タキタサキ
- デザイン協力 - プレックス
- プロデューサー補[注釈 33] - 吉川史樹・三宅萌（東映）
- AP[注釈 34] - 石川歳一（テレビ朝日）、石切山義貴（1 - 5）・小笠原栞菜（東映エージエンシー）
- ラインプロデューサー補 - 青柳夕子（1 - 18）
- 制作デスク - 尾形利奈、桃尻美月（4 - 42）、大平唯加（30 - 40）、添田龍輝（30 - 38）、近藤ねね（41 - ）
- 取材担当 - 平林京子・脇山由子
- 編成 - 井上千尋（1 - 23）、寿崎和臣（24 - 33）、吉添智威、北見駿也（34 - ）（テレビ朝日）
- デジタル担当 - 渕勇二（テレビ朝日）、磯田ゆう・竹脇しをり
- 宣伝 - 森千明
- インターネットデータ放送 - メディプレ
- ソニーPCL株式会社
  - VPプロデューサー - 遠藤和真
  - UEエンジニア - 長嶋祐加・鈴木健太・小泉辰仁
  - LEDオペレーター - 松村成也・宮澤円・山田麗
- 視覚効果
  - 日本映像クリエイティブ - 斉藤幸一・長部恭平・柳原嘉宣、上田茂・竹内大稀（19 - ）、西方寛人、水本悠友・長滝由依（1 - 18）、青井泰輔（1）、小池遥（19 - ）、足立麻沙子
  - 國米修市（1 - 3・21 - 23）、笹江政毅（1）、高橋泰孝（1・4 - 23・30 - ）、武隈樹成（1 - 20・34 - ）
  - GlitterMagic.Co,Ltd. - ChiwinBas・Wanwisa Polyiem[注釈 35]、Chaiyaporn Riangngoen（2 - ）、Sathanee Dechapraphun、Noraphat Klaolamom（4 - ）
- （株）特撮研究所
  - 撮影 - 岡本純平
  - 撮影助手 - 内田圭、髙橋優作（1 - 20）、原伸也（1 - 11・21 - 31）、高橋佑弥（21 - 31）、賀澤祐仁（1 - 11・21 - ）、内藤耀貴（1 - 11）、伊豆倉将宙（21 - ）
  - 照明 - 山﨑豊
  - 照明助手 - 今村志帆乃・玉川直人・鹿森大輝・二枝史子（1 - 11）、青木楓花（12 - ）
  - 美術 - 松浦芳
  - 美術助手 - 髙橋一（1 - 33）、長谷川俊介、鶴田智也（1 - 14・32 - ）、真田大誠（32 - ）
  - 操演 - 中山亨
  - 操演助手 - 高橋ひと美・河村有
  - 特殊効果 - 和田宏之
  - 助監督 - 橋本彗（1 - 20）、大峯靖弘・小西康介（21 - ）
  - 制作主任 - 髙栁優一
  - キャラクター管理 - 横井豊、中村拓郎（21 - ）
- ミニチュア制作
  - 株式会社ミューロン - 倉橋正幸・倉橋千寿子・上村邦賢・桑島健一・髙橋洋史
- VFX合成
  - VFXスーパーバイザー - 山本達也・小串遼太郎
  - ACT Designs,Inc. - 岡本直樹・平田銃久
  - ミックジャパン - 泉昌人
  - 有限会社 マリンポスト - 諸星勲
  - 株式会社レイルズ（1 - 20・34 - 36） - 小林雅士・岡本晃、菅原尚子・武智一輝・中野佑太（1 - 20）、出口達郎・谷井一気・佐藤卓士（34 - 36）、石井優樹
  - 岩谷和行（1 - 33）、瀬川信康
- 株式会社SAFEHOUSE（12 - 18）
  - オペレーター - 前澤純・ランド拓実・島本美宇
  - プロデューサー - 町田誠也
- Live合成
  - 統括ディレクター - 遠藤眞一郎
- VPオペレーション / ED制作協力（2 - ） - アイ・ペアーズ株式会社
  - プロデューサー - 伊藤衛
  - ディレクター - 田中克典・安居顯太朗・寺尾昂祐
  - UEオペレーター - 大塚伊織・藤澤みゆ
  - キーイングオペレーター - 花山幸輝
  - エンジニア - 佐藤直哉（なヲタ）・曽根貴了・斉藤詩織、原口陽色（21 - ）
- モニターグラフィック - 遠藤眞一郎
- モデリング・アセット調整 - Lazaro Suarez（3 - ）
- 車両協力 - 光岡自動車[140]
- 制作 - テレビ朝日、東映、東映エージエンシー

## 音楽
オープニング「爆上戦隊ブンブンジャー」
作詩・作曲 - 武田将弥 / 編曲 - 白戸佑輔 / 歌 - 遠藤正明
バクアゲ1では挿入歌として使用。キャストと主要スタッフは本編冒頭に表示され、その他スタッフのクレジットは本編ラストで表示された。また、バクアゲFINALではエンディングとして2番が使用。本編ラストにスタッフクレジットを表示。
映像はメンバーの加入・離脱に応じて変更されており、OPでの主要キャスト紹介時、一時的にブンブンジャーを離脱している人物はブンブンジャーの一員としてではなく、一般のゲストと同じフォントで表記され、冒頭とラスト部分にも登場しない。

エンディング「コツコツ-PON-PON」（2 - 43・45 - 47）
作詩・作曲・編曲 - 園田健太郎 / 歌 - ブンドリオ・ブンデラス（CV：松本梨香） / 振付 - Smile紗季
バクアゲ3からは、曲の途中でJAF（日本自動車連盟）とコラボレーションした交通安全に関するミニコーナーが挿入されている。バクアゲ10より冒頭にブンブンによる「やってまいりました。バクアゲでいきましょう！」という口上が挿入。バクアゲ44では使用せず、本編ラストにスタッフクレジットを表示している。

挿入歌
「RIDE ON!ブンブンジャーロボ」（10）
作詩 - マイクスギヤマ / 作曲・編曲 - 池田善哉 / 歌 - 遠藤正明
「炎神戦隊ゴーオンジャー」(12)
作詩 - マイクスギヤマ / 作曲 - 岩崎貴文 / 編曲 - Project.R（大石憲一郎、岩崎貴文） / 歌 - 高橋秀幸 (Project.R)
「逆転アゲサゲ音頭」（13）
作詩・作曲 - 高取ヒデアキ / 編曲 - 籠島裕昌 / 歌 - キャノンボーグ（CV：くじら）
「High Speed Racer」（16・17・25）
作詩・作曲・編曲 - 横関公太 / 歌 - 谷本貴義
「RESCUE TIME 119」（21・22）
作詩 - 横関公太 / 作曲・編曲 - 池田善哉 / 歌 - 吉田達彦
「にじ」（24）
作詩 - 新沢としひこ / 作曲 - 中川ひろたか / 編曲 - 森悠也 / 歌 - ブンレッド / 範道大也（井内悠陽）、ブンブルー / 鳴田射士郎（葉山侑樹）、ブンピンク / 志布戸未来（鈴木美羽）、ブンブラック / 阿久瀬錠（齋藤璃佑）、ブンオレンジ / 振騎玄蕃（相馬理） / コーラス - さくらキッズ
「カレーは辛ぇが華麗なり」（31）
作詞・作曲・編曲 - 園田健太郎 / 歌 - ブンドリオ・ブンデラス（CV：松本梨香）
「Winning Run」（31・41）
作詞・作曲・編曲 - 横関公太 / 歌 - 幡野智宏
「烈車戦隊トッキュウジャー」（32）
作詞 - 渡部紫緒 / 作曲・編曲 - 坂部剛 / 歌 - 伊勢大貴
「少幸女イターシャ〜笑ってみせるわ〜」（42）
作詞 - 北条千夏 / 作曲・編曲 - 水口浩次 / 歌 - イターシャ（CV：水樹奈々）

キャラクターソング
「自転」
作詩 - ミズノゲンキ / 作曲・編曲 - 宮澤樹生 / 歌 - ブンレッド / 範道大也（井内悠陽）
「Hot Chemistry」
作詩 - ミズノゲンキ / 作曲・編曲 - 設楽哲也 / 歌 - ブンブルー / 鳴田射士郎（葉山侑樹）
「life is mine」
作詩 - ミズノゲンキ / 作曲・編曲 - 馬渕直純 / 歌 - ブンピンク / 志布戸未来（鈴木美羽）
「正しさ」
作詩 - ミズノゲンキ / 作曲・編曲 - 馬渕直純 / 歌 - ブンブラック / 阿久瀬錠（齋藤璃佑）
「MIMIC」
作詩 - ミズノゲンキ / 作曲・編曲 - 設楽哲也 / 歌 - ブンオレンジ / 振騎玄蕃（相馬理）
「マッチメイト」
作詩 - ミズノゲンキ / 作曲・編曲 - 設楽哲也 / 歌 - ブンバイオレット / 焔先斗（宮澤佑）
「BAKUAGE!!」
作詩 - THE BUNBUNZ、TTFC / 作曲 - 大石憲一郎、TTFC / 編曲 - 大石憲一郎 / 歌 - THE BUNBUNZ

## 制作
過去に車モチーフの戦隊作品は多くあるが、そこを現代の価値観にグレードアップするために、動画やゲームなどで子供たちにとって馴染みのある「モノづくり」を絡ませたものとなっている。
年少の視聴者に対するアピールとして車を喋らせることも考えられたが、車であることを徹底的に意識したため、あえて喋らせないようにしている。

## 放送日程
バクアゲ1 - 9を1st LAP、バクアゲ10 - 25を2nd LAP、バクアゲ26 - 35を3rd LAP、バクアゲ36以降をFINAL LAPとしている。
| 放送日         | バクアゲ（放送回） | サブタイトル           | 登場怪人 | 脚本       | 監督       |
| -------------- | ------------------ | ---------------------- | --- | ---------- | ---------- |
| 2024年03月03日 | 1                  | 届け屋のハンドル       | - ウエディングドレスグルマー（声 - 佐藤正治）                                                                                               | 冨岡淳広   | 中澤祥次郎 |
| 3月10日        | 2                  | 情報屋は認めない       | - ソウジキグルマー（声 - かぬか光明） | 冨岡淳広   | 中澤祥次郎 |
| 3月17日        | 3                  | 運転屋が止まらない     | - トケイグルマー（声 - 藤沼建人） | 冨岡淳広   | 中澤祥次郎 |
| 3月24日        | 4                  | ヒーローを呼ぶ声       | - サウナグルマー（声 - 土屋トシヒデ） | 冨岡淳広   | 渡辺勝也   |
| 3月31日        | 5                  | 警察屋はくじけない     | - ダーツグルマー（声 - 山口登） | 山口宏     | 渡辺勝也   |
| 4月07日        | 6                  | シロとクロ             | - トイレグルマー（声 - 君嶋哲） | 樋口達人   | 加藤弘之   |
| 4月14日        | 7                  | 調達屋のブレーキ       | - ブロックベイグルマー（声 - 寺本翔悟） | 森地夏美   | 加藤弘之   |
| 4月21日        | 8                  | 暴走と分裂             | - マッドレックス | 冨岡淳広   | 中澤祥次郎 |
| 4月28日        | 9                  | 届け屋たちのハンドル   | - マッドレックス | 冨岡淳広   | 中澤祥次郎 |
| 5月05日        | 10                 | ウキウキなミッション   | - コイノボリグルマー（声 - 村岡弘之） | 山口宏     | 渡辺淳     |
| 5月12日        | 11                 | 少年がほしいもの       | - アンテナグルマー（声 - 越後屋コースケ）                                                                                                   | 冨岡淳広   | 渡辺淳     |
| 5月19日        | 12                 | 爆上エンジン           | - ゲタグルマー（声 - 乃村健次） | 古怒田健志 | 渡辺勝也   |
| 5月26日        | 13                 | 裏切りの調達           | - | 樋口達人   | 渡辺勝也   |
| 6月02日        | 14                 | クールとワイルド       | - レイゾウコグルマー（声 - 高戸靖広） | 森地夏美   | 渡辺勝也   |
| 6月09日        | 15                 | 錠とキー               | - カセキグルマー（声 - 浅利遼太） | 山口宏     | 葉山康一郎 |
| 6月16日        | 16                 | ムラサキの始末屋       | - ソードグルマー（声 - 酒井敬幸） | 冨岡淳広   | 葉山康一郎 |
| 6月23日        | 17                 | ブンとビュン           | - ジムグルマー（声 - 狩野翔） | 冨岡淳広   | 加藤弘之   |
| 6月30日        | 18                 | 始末屋は気に食わない   | - ソードグルマー・リベンジ（声 - 酒井敬幸）                                                                                                 | 冨岡淳広   | 加藤弘之   |
| 7月07日        | 19                 | アマノガワと天の道     | - ATMグルマー（声 - 宮田幸季） | 樋口達人   | 竹本昇     |
| 7月14日        | 20                 | イエスタデイ 椀ス モア | - オワングルマー（声 - 鶴岡聡） | 森地夏美   | 竹本昇     |
| 7月21日        | 21                 | 炎の届け物             | - ショウカキグルマー（声 - 虎島貴明） | 山口宏     | 加藤弘之   |
| 7月28日        | 22                 | 炎の獅子奮迅           | - テントグルマー（声 - いとうさとる） | 山口宏     | 加藤弘之   |
| 8月04日        | 23                 | 炎の逆境野球           | - グローブグルマー（声 - 内田修一） | 古怒田健志 | 加藤弘之   |
| 8月11日        | 24                 | 届けたい歌             | - アコギグルマー（声 - 林勇） | 森地夏美   | 葉山康一郎 |
| 8月18日        | 25                 | 六輪の花火             | - キャノンボーグ | 樋口達人   | 葉山康一郎 |
| 8月25日        | 26                 | 宇宙の秘密             | - トイレグルマー・リミテッド（声 - 手塚ヒロミチ）                                                                                           | 冨岡淳広   | 中澤祥次郎 |
| 9月01日        | 27                 | 甘くない選択           | - カーペットグルマー（声 - 荻野晴朗） | 冨岡淳広   | 中澤祥次郎 |
| 9月08日        | 28                 | 光を振り切って         | - ネオングルマー（声 - 三宅健太） | 冨岡淳広   | 渡辺勝也   |
| 9月15日        | 29                 | スパイとファミリー     | - ゴンググルマー（声 - 鈴木千尋） | 冨岡淳広   | 渡辺勝也   |
| 9月22日        | 30                 | 暴走は俺の物           | - | 山口宏     | 竹本昇     |
| 9月29日        | 31                 | 華麗なる挑戦           | - トケイグルマー・セカンズ（声 - 柳原哲也）                                                                                                 | 古怒田健志 | 竹本昇     |
| 10月06日       | 32                 | 地獄の電車ごっこ       | - センログルマー（声 - 阪口大助） | 森地夏美   | 中澤祥次郎 |
| 10月13日       | 33                 | 調達屋は譲らない       | - マッドレックス・フューリー - イシヤキイモキグルマー（声 - 尾野透雅） - レンガブロックベイグルマー（声 - 煤孫新之助）                      | 樋口達人   | 中澤祥次郎 |
| 10月20日       | 34                 | 夢を運ぶクルマ         | - エレキギターグルマー（声 - 野津山幸宏） - 追跡隊長                                                                                        | 冨岡淳広   | 渡辺勝也   |
| 10月27日       | 35                 | 碧き王者               | - ディスレース | 冨岡淳広   | 渡辺勝也   |
| 11月10日       | 36                 | 夢へと走る道           | - レイゾウコグルマー・二台目（声 - 高戸靖広） - ソウジキグルマー・二台目（声 - かぬか光明） - レイゾウコソウジキグルマー                    | 冨岡淳広   | 渡辺勝也   |
| 11月17日       | 37                 | 二人のスパイ           | - カメラグルマー（声 - 細川晃弘） - フェイクブンブンジャー                                                                                  | 冨岡淳広   | 葉山康一郎 |
| 11月24日       | 38                 | 三下の誓い             | - ウェイウェイ・ヤルカー（声 - 河西健吾） - アニキのアコギグルマー・ジョン（声 - 林勇） - イトコのエレキグルマー・ボヴィ（声 - 野津山幸宏） | 樋口達人   | 葉山康一郎 |
| 12月01日       | 39                 | 悲鳴の星               | - スポンジグルマー（声 - 阿部敦） | 冨岡淳広   | 中澤祥次郎 |
| 12月08日       | 40                 | はかれない男           | - タイジュウケイグルマー（声 - 寺本翔悟）                                                                                                   | 森地夏美   | 中澤祥次郎 |
| 12月15日       | 41                 | 預ける背中             | - サッカーボールグルマー（声 - 伊丸岡篤） - スーパー・グレート・ジムグルマー                                                                | 樋口達人   | 加藤弘之   |
| 12月22日       | 42                 | 聖なる夜の届け物       | - ゴミバコグルマー（声 - 山下タイキ） | 北条千夏   | 加藤弘之   |
| 2025年01月05日 | 43                 | 豪快なハンドル         | - タカラバコグルマー（声 - 野島裕史） | 冨岡淳広   | 中澤祥次郎 |
| 1月12日        | 44                 | 届け屋が届かない       | - | 冨岡淳広   | 宮﨑駿     |
| 1月19日        | 45                 | 地球の敵               | - ディスレース2000 | 冨岡淳広   | 葉山康一郎 |
| 1月26日        | 46                 | 未来をこの手に         | - クルマジュウグルマー（声 - 諸星すみれ）                                                                                                   | 冨岡淳広   | 葉山康一郎 |
| 2月02日        | 47                 | 届け屋はひとりじゃない | - | 冨岡淳広   | 中澤祥次郎 |
| 2月09日        | 48                 | 君のハンドル           | - ワルイド・スピンドー - グランツ・リスク                                                                                                   | 冨岡淳広   | 中澤祥次郎 |

## 放送局・インターネット配信
地上波放送
| 放送期間                      | 放送時間           | 放送局                                      | 対象地域       | 備考                     |
| ----------------------------- | ------------------ | ------------------------------------------- | -------------- | ------------------------ |
| 2024年3月3日 - 2025年2月9日   | 日曜 9:30 - 10:00  | テレビ朝日（制作局） ほか系列フルネット24局 | 日本国内       | 字幕放送・連動データ放送 |
| 2024年3月10日 - 2025年2月16日 | 日曜 6:30 - 7:00   | 北日本放送                                  | 富山県         | 字幕放送                 |
| 2024年3月15日 - 2025年2月21日 | 金曜 10:55 - 11:25 | 四国放送                                    | 徳島県         |                          |
|                               | 金曜 15:15 - 15:45 | さんいん中央テレビ                          | 島根県・鳥取県 |                          |
| 2024年3月16日 - 2025年2月22日 | 土曜 5:45 - 6:15   | 宮崎放送                                    | 宮崎県         |                          |
| 2024年3月17日 - 2025年2月23日 | 日曜 5:30 - 6:00   | 福井テレビ                                  | 福井県         |                          |
|                               | 日曜 6:15 - 6:45   | テレビ高知                                  | 高知県         |                          |
| 2024年3月24日 - 2025年2月23日 | 日曜 5:35 - 6:05   | 山梨放送                                    | 山梨県         |                          |

配信元
| 配信期間                     | 配信時間        | 配信サイト                  | 備考                                                    |
| ---------------------------- | --------------- | --------------------------- | ------------------------------------------------------- |
| 2024年3月3日 - 2025年2月9日  | 日曜 10:00 更新 | 東映特撮ファンクラブ TELASA | 定額制による見放題見逃し配信 1,2話は3月31日まで無料配信 |
|                              |                 | TVer ABEMA                  | 最新話の無料見逃し配信                                  |
| 2024年3月6日 - 2025年2月12日 | 水曜 10:00 更新 | Amazon Prime Video          | 定額制による見放題見逃し配信                            |

また、放送開始および2024年7月の映画公開を記念してYouTubeの以下のチャンネルにて以下の話数の無料配信が行われた。
| 配信期間 | 配信時間        | 配信サイト |
| --- | --------------- | ---------- |
| 2024年3月3日 - 31日（1話） 2024年3月10日 - 31日（2話) 2024年3月31日 - 4月13日（5話） 2024年4月14日 - 27日（7話） 2024年7月27日（1・2・5話）、 8月3日（7・18話）、 8月18日（21・22・23話） - 31日 | 日曜 10:00 更新 | YouTube( ) |

## 他媒体展開

### 映画
『爆上戦隊ブンブンジャー 劇場BOON! プロミス・ザ・サーキット』
2024年7月26日公開。本作品の単独映画作品。

### Vシネクスト
『爆上戦隊ブンブンジャーVSキングオージャー』
2025年5月1日期間限定劇場上映、同年10月29日にDVD・Blu-ray発売。

### スピンオフドラマ
『爆上戦隊ブンブンジャー formation lap 始末屋 オブ ギャラクシー』
2025年7月13日に東映特撮ファンクラブで配信のスピンオフドラマ。
キャスト
- 焔先斗 / ブンバイオレット - 宮澤佑
- ゲンバード・デ・リバリー二世 - 相馬理
- アジロ - 後藤大
- ジェラミー・ブラシエリ - 池田匡志『王様戦隊キングオージャー』
- ゾックス・ゴールドツイカー / ツーカイザー - 増子敦貴『機界戦隊ゼンカイジャー』
- フリント・ゴールドツイカー - 森日菜美『機界戦隊ゼンカイジャー』
- 鳳ツルギ - 南圭介『宇宙戦隊キュウレンジャー』
- 須塔大翔 / ゴーオンゴールド - 徳山秀典『炎神戦隊ゴーオンジャー』
- 須塔美羽 / ゴーオンシルバー - 杉本有美『炎神戦隊ゴーオンジャー』

声の出演
- ビュン・ディーゼル - 花江夏樹
- ドンドラゴクウ - 石川雷蔵『暴太郎戦隊ドンブラザーズ』
- ショウ・ロンポー / リュウコマンダー - 神谷浩史『宇宙戦隊キュウレンジャー』

スーツアクター
- ブンバイオレット - 蔦宗正人
- ビュン・ディーゼル - 高田将司
- ゴーオンゴールド - 渡辺淳
- ゴーオンシルバー - 野川瑞穂
- ショウ・ロンポー / リュウコマンダー - 浅井宏輔
- ツーカイザー、ドンドラゴクウ - 伊藤茂騎
- レイコーク - 森博嗣

スタッフ
- 原作 - 八手三郎
- 脚本 - 森地夏美
- プロデューサー - 久慈麗人
- プロデューサー補 - 吉川史樹、三宅萌（東映）
- 音楽 - 池田善哉、横関公太、坂部剛、山下康介、大橋恵、大石憲一郎、渡辺宙明
- 撮影 - 上赤寿一
- 照明 - 本田純一
- 録音 - 小松利幸
- 編集 - 若松広大
- スクリプター - 高山秀子
- スケジュール - 宮﨑駿
- 制作担当 - 持田一政、伊藤隆幸
- ラインプロデューサー - 伊場野高嗣
- アクション監督 - 渡辺淳
- アクション監督補佐 - おぐらとしひろ
- 監督 - 加藤弘之
- 制作プロダクション - 東映テレビ・プロダクション
- 製作 - 東映特撮ファンクラブ

挿入歌「High Speed Racer」
作詞・作曲・編曲 - 横関公太、歌 - 谷本貴義

### Webムービー
『爆上戦隊ブンブンジャー変身合体講座!』
YouTube『ブンブンジャーちゃんねる』および『バンダイ公式チャンネル』で2024年3月3日より配信の短編動画。ブンブンジャーの変身方法とブンブンジャーロボの合体方法を紹介。
| 話数    | サブタイトル                                                     | 配信日        |
| ------- | ---------------------------------------------------------------- | ------------- |
| その(1) | ブンブンチェンジャーでへんしん！ブンブンジャーロボにがったいだ！ | 2024年 3月3日 |
| その(2) | マスターせよ！ブンブンブースターとブンブンチェンジアックス       | 4月14日       |

『ブンブンジャー バクアゲカーレース』
YouTube『ブンブンジャーちゃんねる』で配信のCGアニメ。ブンブンカーとヤイヤイ・ヤルカーがレースや対決をする。
スタッフ
- プロデューサー - 久慈麗人
- ラインプロデューサー - 伊場野高嗣
- VFXスーパーバイザー - 山本達也
- スタジオブロス - 大隅雅史・鈴木寛・鈴木裕康・佐藤善美
- AMBER - 水嶋亜里香
- CafeVFX - 山本展敬
- REIRS inc. - 小林雅士・岡本晃・菅原尚子・武智一輝・中野佑太・石井優樹
- 日本エフェクトセンター - 小柴浩・塚本龍斗 / 岩谷和行・瀬川信康
- TIPS - キムラケイサク
- ACT Designs,Inc. - 岡本直樹・田中伶奈
- 特撮 - 岡本純平 / 内田圭・髙橋優作・山﨑豊・今村志帆乃・松浦芳・長谷川俊介・髙橋一・中山亨・和田宏之・髙橋ひと美・河村有・橋本彗・髙栁優一・横井豊
- 選曲 - 宮葉勝行
- サウンドデザイン - 桑原秀綱・福島景（SoundRound）
- MA - 薄井洋明・錦織真里・長田歩未
- 編集 - 片瀬健太・日高啓七
- EED - 菊池光洋・大原駿也
- ポストプロダクションマネージャー - 川﨑堅斗
- 企画者104 - 松井大・神内大輝
- おはなし・かんとく - 小串遼太郎

| 話数 | サブタイトル                                                                      | 登場ブンブンカー                                                                                    | 配信日        |
| ---- | --------------------------------------------------------------------------------- | --------------------------------------------------------------------------------------------------- | ------------- |
| #01  | ブンブンカー スピードレース！ くるまどうしのあついバトル！                        | ブンブンオフロード ブンブンクラシック                                                               | 2024年 3月3日 |
| #02  | とおせんぼをぶっとばせ！ ショベルカーとパトカーがだいかつやく！                   | ブンブンショベル ブンブンパトカー2                                                                  | 2024年 3月3日 |
| #03  | さいそくスピードでかけぬけろ！ パトカーとレーシングカーがよるのまちをかけぬける！ | ブンブンパトカー1 ブンブンレーシング                                                                | 2024年 3月3日 |
| #04  | はたらくくるまがだいしゅうごう！こうじげんばではたらくくるまがかつやくだ！        | ブンブンショベル ブンブンダンプカー ブンブンミキサー ブンブンドーザー                               | 2024年 3月3日 |
| #05  | ヤルカーほかくだいさくせん！ わるいくるまをつかまえろ！                           | ブンブンガシャポントラック ブンブンレジェンドバス ブンブンパトカー1 ブンブン救急車 ブンブンはしご車 | 2024年 3月3日 |

『ブンブンカーバトル』
YouTube『ブンブンジャーちゃんねる』および『バンダイ公式チャンネル』で配信の玩具を使ったコマ撮りアニメ。ブンブンカーたちが対決する。
| 話数 | サブタイトル                     | 配信日         |
| ---- | -------------------------------- | -------------- |
| #1   | スピードバトル                   | 2024年 4月26日 |
| #2   | パワーバトル                     | 5月31日        |
| #3   | オフロードバトル                 | 6月28日        |
| #4   | ジャンプバトル                   | 7月26日        |
| #5   | 障害物バトル                     | 8月30日        |
| #6   | ハロウィン障害物バトル           | 10月22日       |
| #7   | クリスマスプレゼントお届けバトル | 12月6日        |

### ネット番組
『THE BUNBUNZ』
東映特撮ファンクラブおよびテレビ朝日スーパーヒーロータイムチャンネルで2024年4月7日から配信されているネットバラエティ番組。主要キャスト6人（ブンバイオレット役の宮澤は第4話から）がユニット「THE BUNBUNZ」（ザ・ブンブンズ）を結成し、どういう楽曲製作になっていくのかを追う。テレビ朝日スーパーヒーロータイムチャンネルではダイジェスト版を、東映特撮ファンクラブでは完全版を放送する。

キャラでアゲてけ！ブンブン選手権『ブンブンハングアウト!!』
2024年6月2日より東映特撮ファンクラブで配信のバラエティ企画。

### 漫画
『爆上戦隊ブンブンジャー formation lap 情報屋の秘密（ユア・アイズ・オンリー）』
東映特撮ファンクラブで2024年10月27日から独占配信されている漫画。本作のエピソードゼロに該当する内容で、ブンブルーの鳴田射士郎とブンレッドの範道大也の出会いを描いたストーリーが描かれている。作画は漫画堂、制作はサイドランチが担当。毎週日曜に更新される。